# Werder (Havel)
Werder is een plaats in de Duitse deelstaat Brandenburg, gelegen in de Landkreis Potsdam-Mittelmark. De stad telde op de peildatum van de meest recente statistiek 26.662 inwoners. Het historische centrum van Werder ligt op een eiland in de rivier de Havel. Dit oude centrum is grotendeels gerestaureerd.

## Geografie
Werder heeft een oppervlakte van 90,07 km² en ligt in het oosten van Duitsland. Het landschap is licht heuvelachtig,  maar de hoogteverschillen zijn kleiner dan 30 meter. Er zijn in dit langs de Havel gelegen gebied verscheidene meren. De streek is betrekkelijk bosrijk.

### Naburige gemeenten
- Potsdam, en 30 km verderop, Berlijn, in het oosten
- Groß Kreutz, en 20 km verderop, Brandenburg in het westen
- Kloster Lehnin in het zuidwesten
- Beelitz in het zuiden
- Schwielowsee in het zuidoosten
- Ketzin/Havel, in de Landkreis Havelland, in het noorden

## Indeling van de gemeente

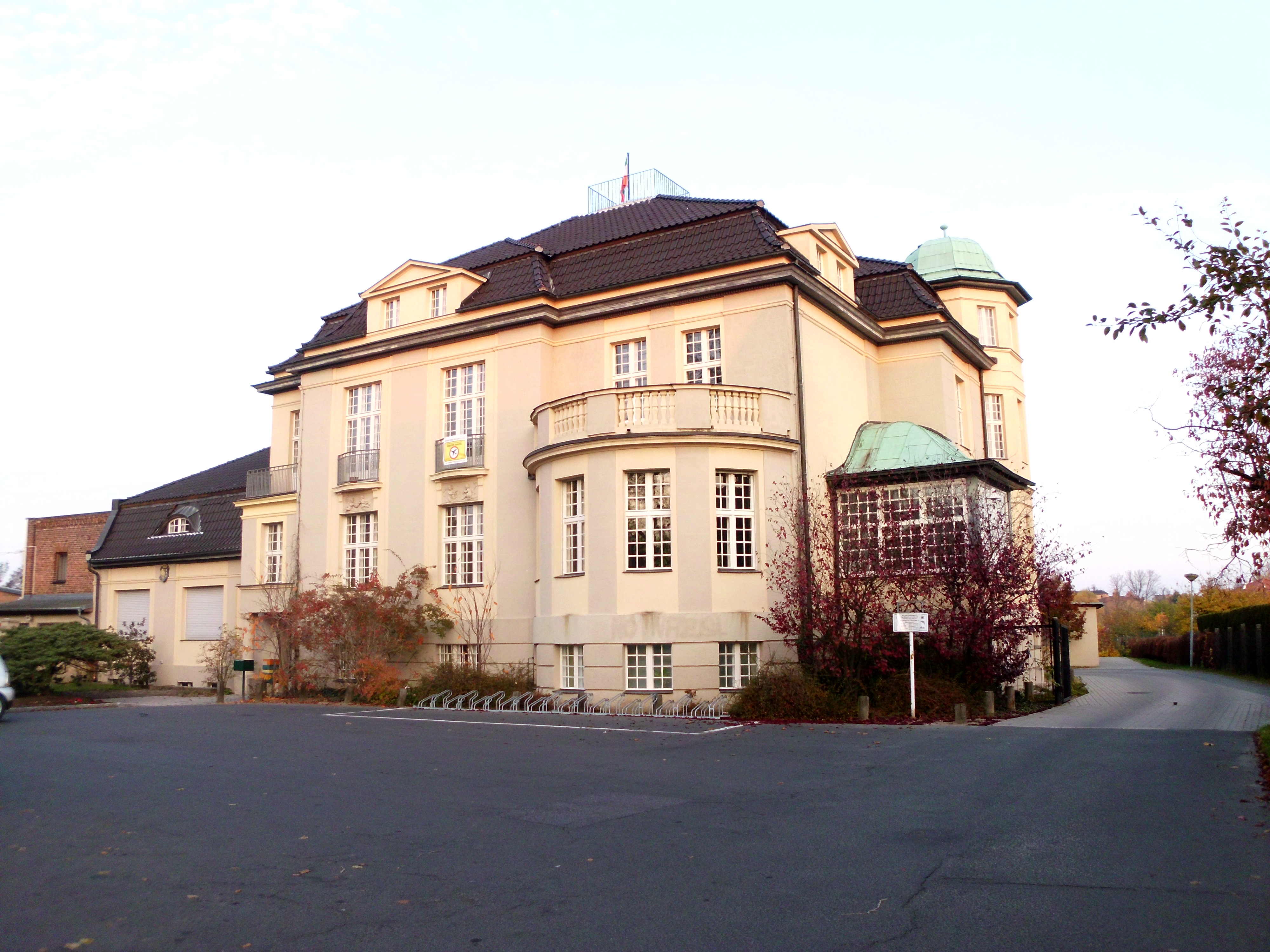
Het Haus Luck, in gebruik als stadhuis
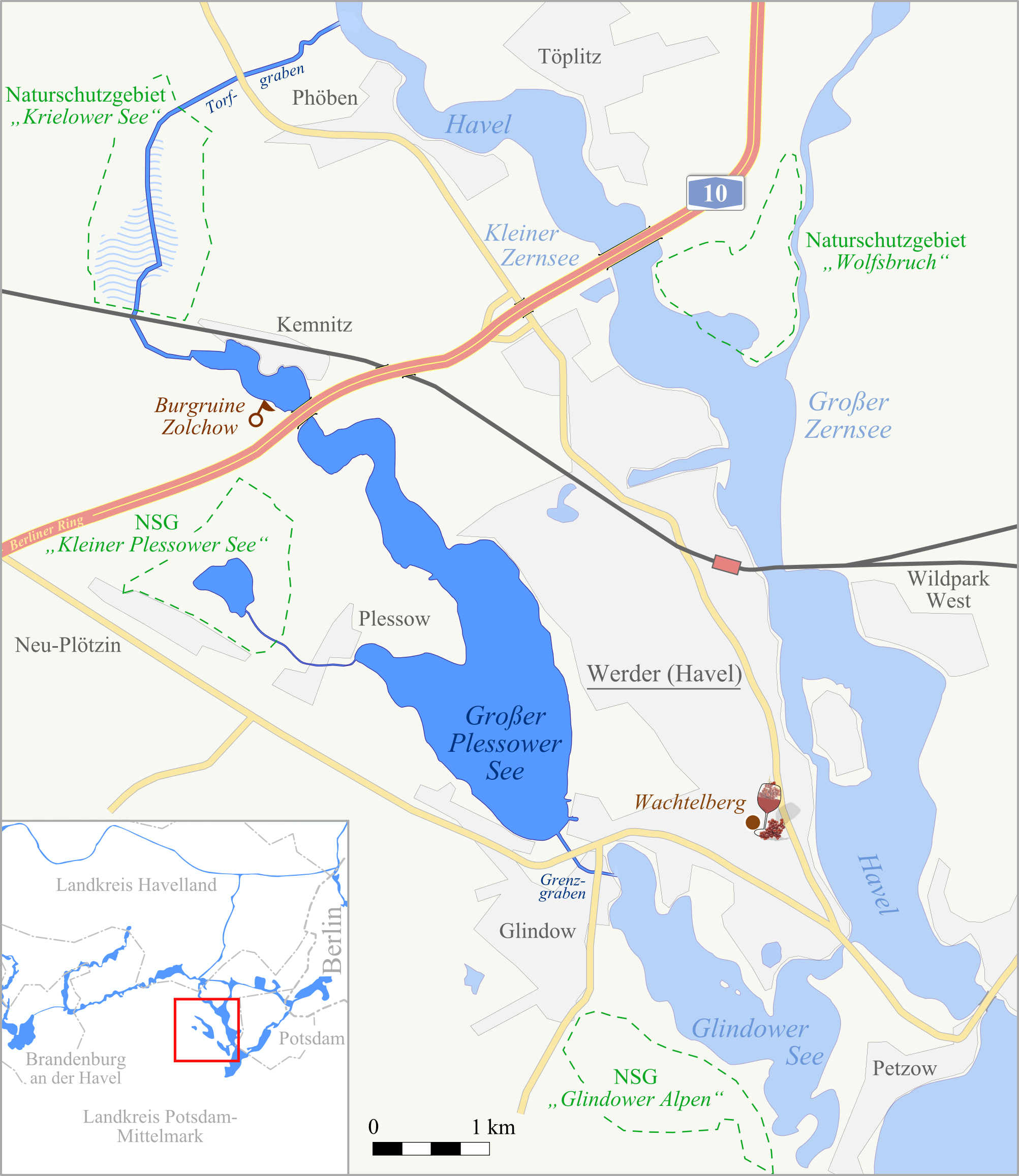
Ligging van enige stadsdelen, meren en de wijnberg Wachtelberg
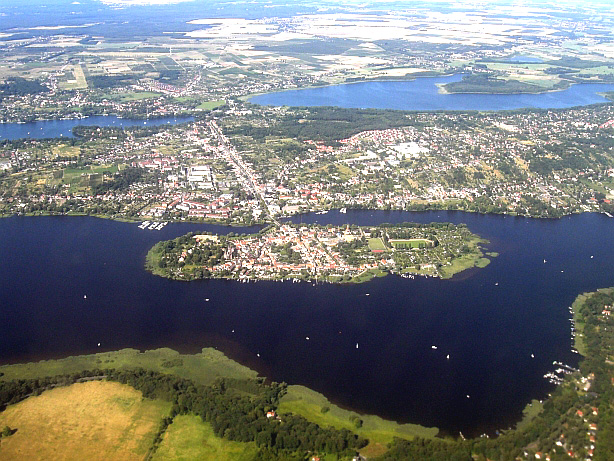
Werder gezien vanuit het oosten met op de voorgrond de Havel en op de achtergrond links de Glindower See en rechts de Große Plessower See

De stad heeft de volgende stadsdelen:
- Stadt Werder (Havel)
- Petzow, 4 km Z,[3], op een schiereiland tussen de Glindower See, de Schwielowsee en de hier ook tot een meer verbrede Havel
- Glindow, direct ZW, aan de overkant van de Glindower See. (met Elisabethhöhe)
- Bliesendorf, 7½ km W, (met Resau)
- Plötzin, 5 km W (met Plessow, 3 km W / Neuplötzin, 4 km WNW)
- Phöben, 8 km NNW
- Kemnitz, 5 km NNW (met Kolonie Zern)
- Töplitz, 8-10 km NNW/N, (met Göttin, Leest, Neu-Töplitz)
- Derwitz, 8½ km WNW

Glindow en Töplitz zijn wat bevolking betreft, volgens de website van de gemeente, met respectievelijk circa 4.000 en 2.000 inwoners, de grootste van de 8 aan de eigenlijke stad toegevoegde Ortsteile; Plötzin heeft er iets minder dan duizend, en de andere vijf blijven daar duidelijk beneden.

## Infrastructuur

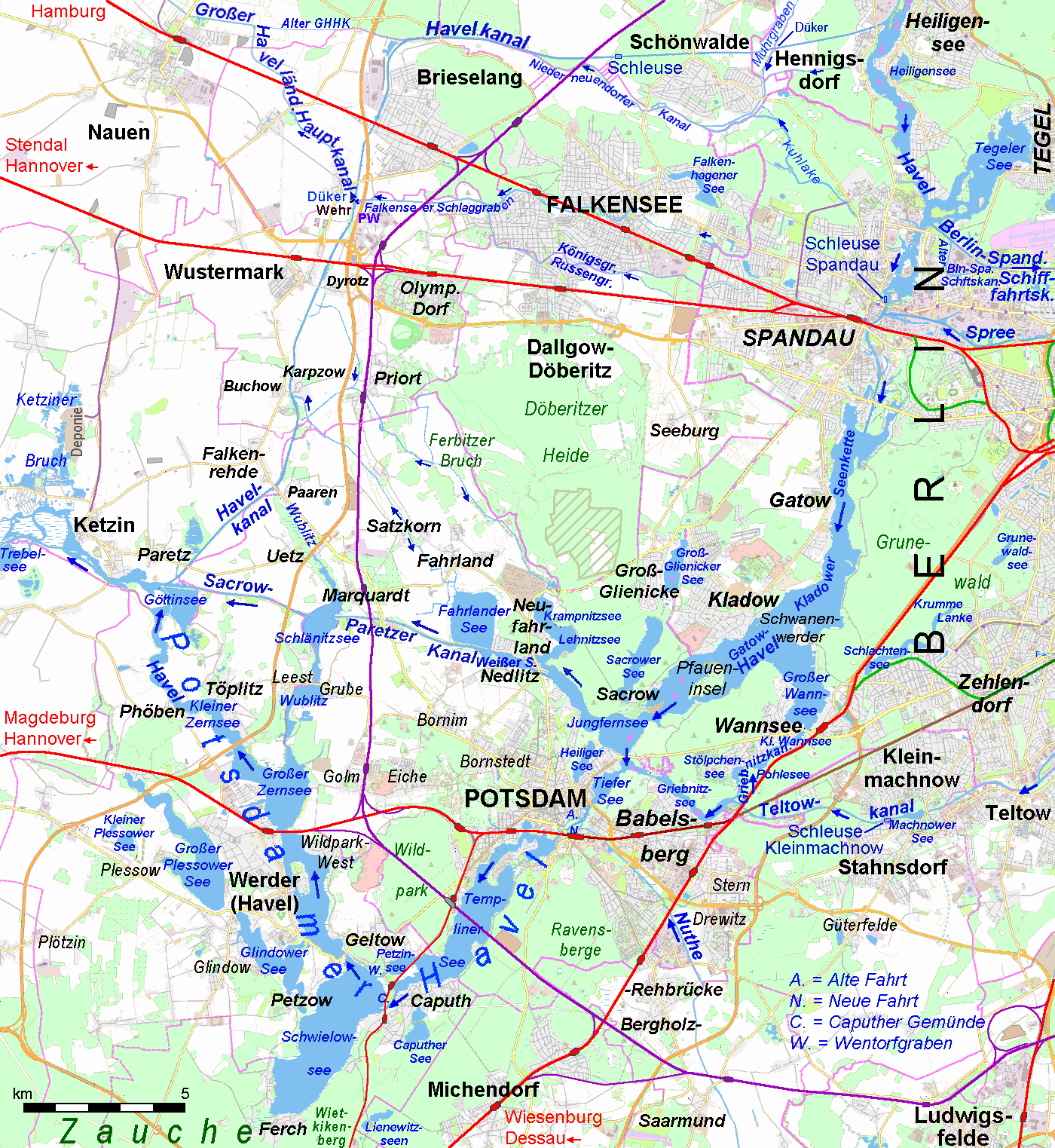
Plaatsen, spoorlijnen en waterwegen rondom Potsdam en Werder (linksonder)
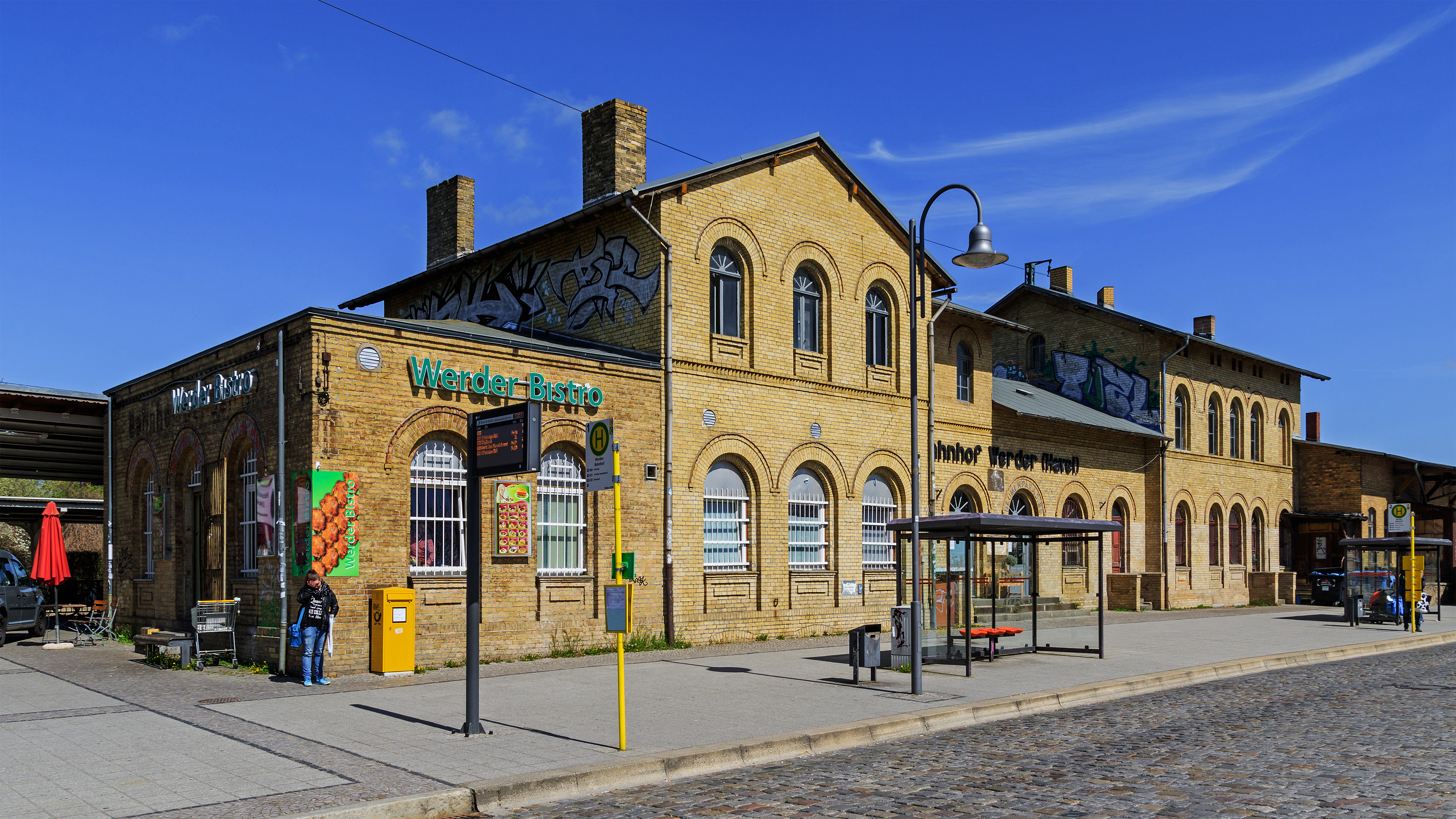
Stationsgebouw

Op Dreieck Werder  sluit de A2 vanuit Hannover aan op de A10, de Berliner Autobahnring. Deze A 10 heeft drie afritten, waarvan één richting de Bundesstraße 1, in de gemeente Werder, de nummers 20 Glindow, 22 Autohof Werder en 23 Phöben. Afrit 21 is de afsplitsing van de A2.
De B1 loopt vanuit het west-noordwesten door Derwitz en Neu-Plessin naar Werder-stad, en oost-zuidoostwaarts langs de noordkant van Petzow naar Geltow, gemeente Schwielowsee, Potsdam en Berlijn.
Werder (Havel) heeft een station aan de spoorlijn Potsdam-Maagdenburg-Eilsleben.
De rivier de Havel is voor kleine binnenvaartschepen bevaarbaar, evenals enkele zijkanalen daarvan. De overige wateren zijn alleen toegankelijk voor de pleziervaart, voor zover ze niet in afgesloten natuurreservaten liggen.

## Economie

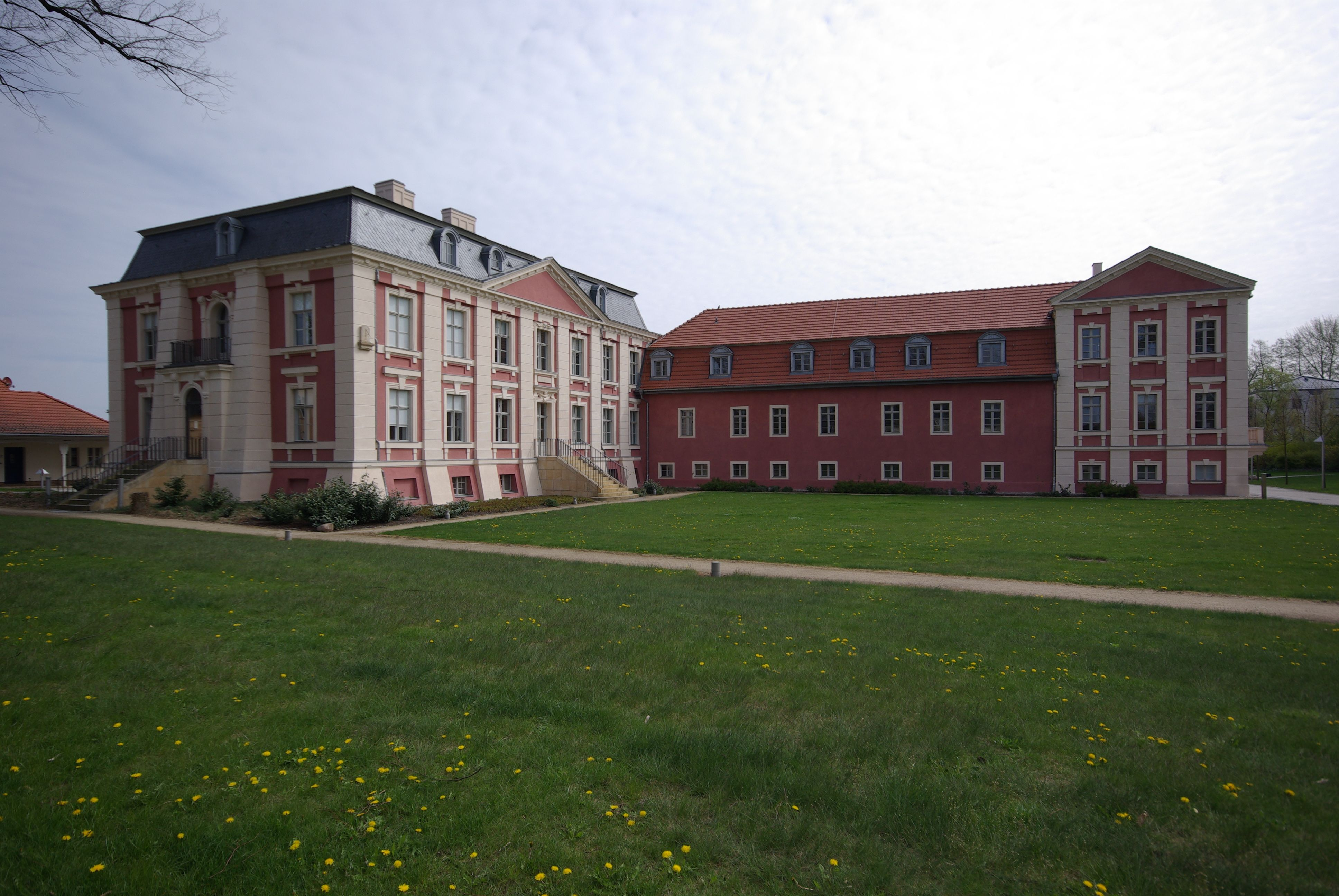
Landhuis te Plessow, overheidskantoor

Werder (Havel) is bekend om zijn groente- en vooral fruitteelt, met name tomaten (in broeikassen), en in de volle grond appels, kersen en aardbeien. Ook zijn er enkele heuvels, waar wijnbouw plaatsvindt.
De gemeente is rijk aan kleine, handels-, ambachtelijke en industriële, bedrijven, die ook klanten buiten de regio hebben. Daaronder is een fabriekje van prefab-woningen, een kerkorgelbouwerswerkplaats en een fabriekje van ketchup en aanverwante sauzen.  Verder is er lokaal midden- en kleinbedrijf gevestigd.
In een 19e-eeuws landhuis te Plessow, dat in de DDR-periode een opleidingsinstituut voor douaniers huisvestte, zetelt een afdeling van een belangrijk orgaan van de Duitse centrale regering, de Bundesfinanzverwaltung (de Duitse Belastingdienst).
Vanwege de ligging te midden van natuurschoon is Werder (Havel) een geliefd doel voor dag- en weekendtoeristen, vooral vanuit de naburige grote stad Berlijn.

## Geschiedenis

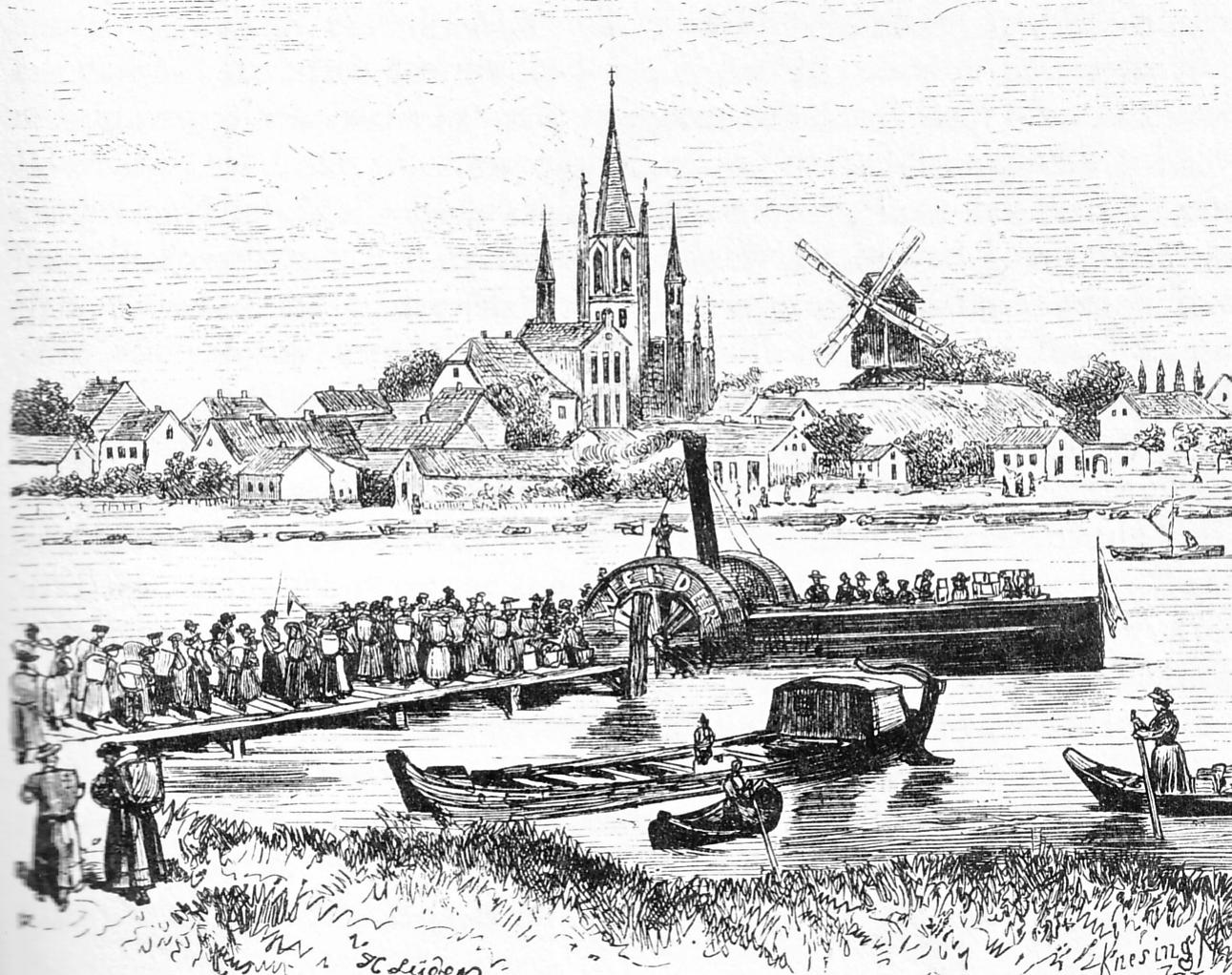
Toeristisch tochtje per raderboot naar Werder (Havel), 1881
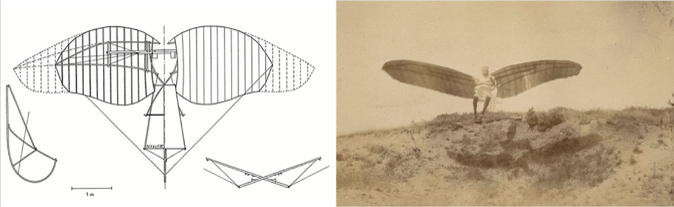
Otto Lilienthals Derwitzer Apparaat, 1891
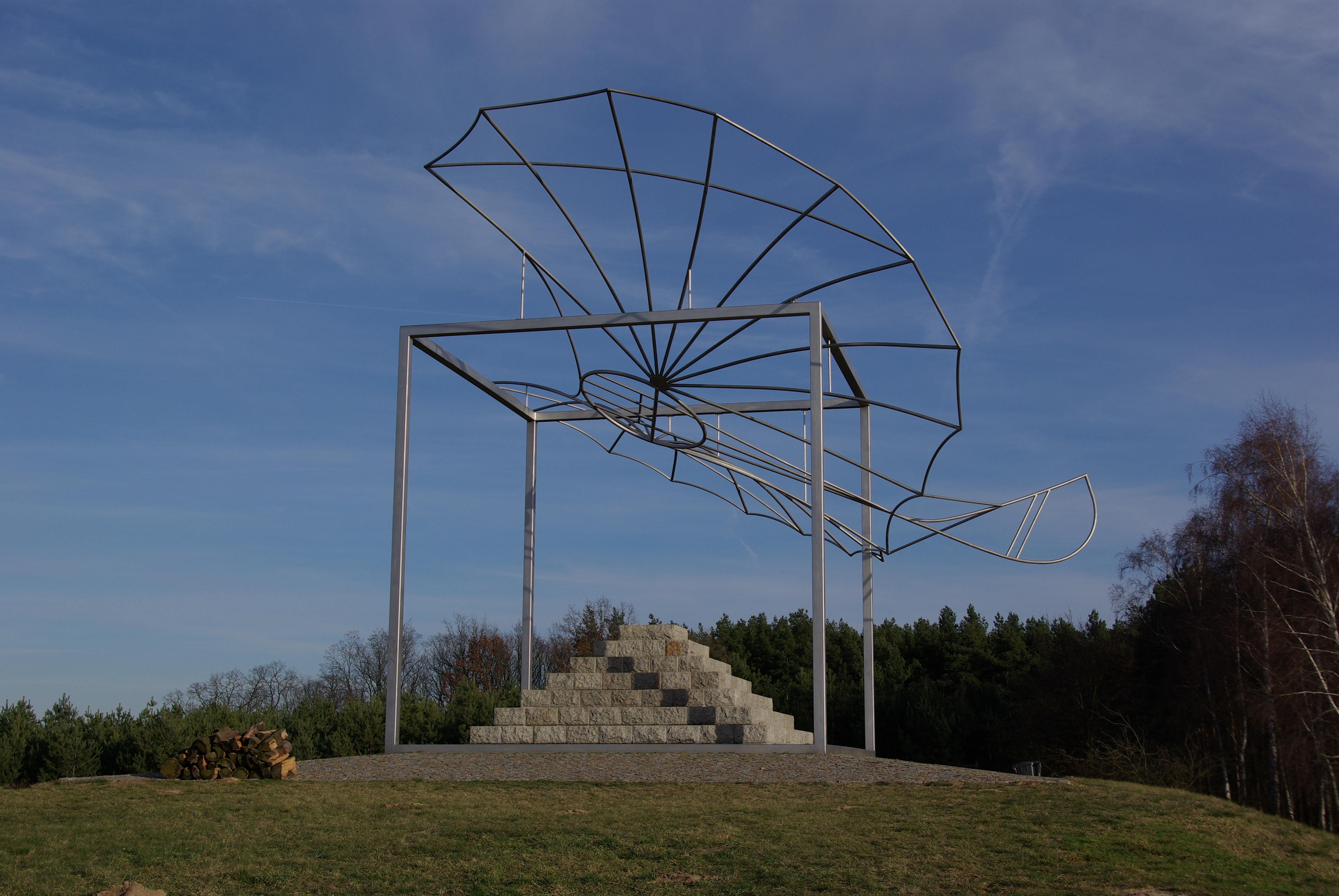
Monument voor Otto Lilienthal bij Derwitz

De plaatsnamen op -ow en op -itz wijzen op Slavische herkomst. De streek was rond het begin van de jaartelling Germaans,  maar werd in de 7e eeuw gekoloniseerd door leden van Slavische volkeren. Vanaf de 12e eeuw vond in deze streek de Oostkolonisatie plaats, waardoor boeren en handwerkslieden uit andere delen van het Duitse Rijk het gebied gingen bewonen en er dorpen stichtten. Bestaande Slavische aardrijkskundige namen bleven, weliswaar verbasterd, gehandhaafd.
Werder ontstond als een nederzetting op een eilandje, een waard (Duits: Werder), in de Havel en breidde zich aan de overkant op de oever tot een handels- en vissersstadje uit. De cisterciënzers van het monnikenklooster Kloster Lehnin waren van het begin af betrokken bij de ontwikkeling van de plaats, met name de visserij,  en hebben er in de middeleeuwen veel invloed gehad. Zij lieten er ook een kerk bouwen, die inmiddels niet meer bestaat.
Wanneer en van wie Werder stadsrechten verwierf, is niet meer bekend. Zeker is, dat het in verscheidene documenten uit de 14e eeuw  als oppidum (stad) en in stukken uit de 17e eeuw als Städtlein, stadje, wordt vermeld. Aan de huidige Fischerstraße heeft in de late middeleeuwen een Kietz, een aparte vissersnederzetting, bestaan; de Kietz in Glindow bestaat tot op de huidige dag. 
Gedurende de periode van de middeleeuwen tot 1806 behoorde het gebied van de huidige gemeente Werder (Havel) de meeste tijd tot de Mark Brandenburg, en na de val van Napoleon in 1815 tot Pruisen en vanaf 1871 het Duitse Keizerrijk. In 1459 verwierf Werder het recht op twee jaarmarkten per jaar. 
Het gehele gebied ging bij de Reformatie in de 16e eeuw over naar de evangelisch-lutherse gezindte. Tot op de huidige dag zijn verreweg de meesten van de (relatief weinige) christenen in de gemeente deze kerk toegedaan; alle hierna vermelde kerkgebouwen in de gemeente zijn, tenzij anders vermeld, ook evangelisch-luthers.
In 1736 liet de Pruisische regering de brug tussen het stadseiland en de vaste wal aan de westkant verbeteren en van een met kasseien bestrate weg voorzien.
Tot en met de 17e eeuw was de wijnbouw lonend; vanaf de 18e eeuw ging men in en om Werder over op de fruitteelt en de fabricage van bakstenen en dakpannen; de klei in de omgeving was geschikt, om in steenbakkerijen tot dergelijke bouwmaterialen te worden verwerkt. In het begin van de 20e eeuw was de klei op en enige steenbakkerijen maakten plaats voor andere kleine fabrieken (o.a. van jam, appelmoes en vruchtensap) en ook voor nog meer appel- en kersenboomgaarden. De eigenaren daarvan konden hun fruit voor goede prijzen verkopen,  gezien de villa-achtige woonhuizen, die ze tussen 1880 en 1920 op hun bedrijf konden laten bouwen. Er was een bedrijf, dat de producten per stoomschip over de Havel en de Spree naar afnemers te Potsdam en Berlijn vervoerde, wat in de 19e en vroege 20e eeuw relatief snel en goedkoop was.
In de 19e eeuw ontwikkelde het toerisme, vooral dag- en weekendtoerisme naar Werder (Havel), zich vanuit Berlijn (een dagje naar de fruitbomen-bloesem).  Van het 19e-eeuwse toerisme getuigen nog enige uit die tijd daterende uitspanningen en andere bouwsels op uitzichtpunten.
Het tot de gemeente behorende dorp Glindow, dat als een Slavische nederzetting was ontstaan, heeft een eeuwenoude traditie (15e eeuw-1906) van baksteenfabricage. In de 19e eeuw waren er dagen, waarop de 18 steenfabrieken voor hun vele klanten in het sterk uitbreidende Berlijn samen 600.000 bakstenen produceerden. Na 1906 raakte de klei op, en mede door economische en politieke crises stierf de bedrijfstak op één bedrijf na uit. Deze steenfabriek bestaat nog, als werkend museum.
In 1891 experimenteerde de luchtvaartpionier Otto Lilienthal op een heuvel bij Derwitz met een experimenteel zweefvliegtoestel, het Derwitzer Apparaat. Hij wist er, mogelijkerwijs als eerste mens ooit, een glijvlucht van meer dan 25 meter mee te maken. De heuvel, waarvanaf Lilienthal zijn zweefvluchten maakte, de Spitze Berg, op de grens met Krielow, gemeente Groß Kreutz, werd in 1906 deels en in 1936-1938 verder grotendeels afgegraven. Het zand was nodig om de Reichsautobahn aan te leggen, die tegenwoordig de A 10 is.
Vóór de nazi-periode (1933-1945) woonden er circa 100 Joden in Werder (Havel). Na Adolf Hitlers machtsovername vond ook hier een bloedige jodenvervolging plaats. De plaatselijke synagoge werd bij de Kristalnacht van november 1938 verwoest, en de Joden, die niet tijdig wisten te emigreren, stierven een gruwelijke dood in de vernietigingskampen.  
De Tweede Wereldoorlog berokkende Werder weinig materiële schade. Na de capitulatie zonder gevechtshandelingen, op 3 mei 1945, voor het Rode Leger van de Sovjet-Unie lag de plaats van 1949 tot 1990 in de DDR. In de DDR-periode werd de fruitteelt grootschalig aangepakt door deze in een klein aantal staatsbedrijven te concentreren. De oude eigenaren wisten na 1990 hun bedrijven in gemoderniseerde vorm weer terug te krijgen en te gaan exploiteren.
In 1929 werd Petzow toegevoegd aan de gemeente Werder. De andere acht stadsdelen waren vroeger zelfstandige gemeentes, die tussen 1998 en 2003 in het kader van gemeentelijke herindelingen aan Werder (Havel) werden toegevoegd. Pogingen van de gemeente, om rond het jaar 2000 wat nu het meest westelijke stadsdeel van Potsdam is, Golm, in te lijven, zijn mislukt. Anders zou een hier gevestigd deel van de  Universiteit van Potsdam in Werder hebben gelegen.
In 1987 werden op de Wachtelberg, waar in de late 17e, 18e en vroege 19e eeuw al wijnbouw was geweest, voor het eerst weer wijnstokken aangeplant, aanvankelijk Oost-Europese, maar na de Duitse hereniging van 1990 ook kwalitatief betere uit West-Europese landen.

## Bezienswaardigheden, toerisme
- De gemeente ligt aan verscheidene meren, die voor een deel natuur- of vogelreservaat zijn, en voor het overige toegankelijk zijn voor strandvermaak aan de oevers, en voor watersporttoerisme. Sommige meren zijn door bossen omgeven, waarin het goed wandelen is. Werder (Havel) ligt aan enige, ook meerdaagse, wandel- en fietsroutes.
- Het oude centrum ligt op een -door één brug aan de westkant met de rest van de stad verbonden- eilandje in de Havel. Schilderachtige, oude gebouwen zijn zeldzaam; alleen de uit 1852 daterende, evangelisch-lutherse, Heilige-Geestkerk  en de standerdmolen, die ten dele een museale functie heeft, zijn vermeldenswaard.
- Werder (Havel) is bekend om zijn groente- en fruitteelt. In een voormalige gevangenis naast het Oude Stadhuis op het stadseiland is een museum gevestigd, dat aan de fruitteelt is gewijd. Ook zijn er enkele heuvels, waar wijnbouw plaatsvindt, en jaarlijks een wijnfeest wordt gehouden. 
  - Eind april, begin mei wordt al sinds 1879 jaarlijks[6] in Werder het bloesemfestival, met o.a. een kermis, gehouden. Na de Oktoberfeesten is dit, volgens de Berlijners, het grootste festival in Duitsland met circa 500.000 bezoekers in 10 dagen. Een daar veel gedronken, en ook veel aan toeristen verkochte, drank is de plaatselijke Obstwein, een soort cider, de culinaire specialiteit van Werder (Havel).
  - De Panoramaweg Werderobst is een 15 km lange, educatieve wandelroute langs de fruitboomgaarden rondom Werder. De vier kleine heuvels rondom Werder zijn voorzien van uitzichttorens of toeristische uitspanningen.
- Te Glindow is een oude steenfabriek, met ringoven, bewaard gebleven als werkend museum (geopend op zon- en feestdagen, van april tot oktober). Beeldende kunstenaars gebruiken de installatie ook voor het maken van experimentele, keramieken kunst.
- De tuinen rondom het kasteel van Petzow zijn gedeeltelijk als beeldentuin ingericht en worden tot de grootste bezienswaardigheden in de regio gerekend. Er is een café-restaurant, en er worden regelmatig culturele evenementen gehouden. Van oktober t/m maart zijn de tuinen doorgaans gesloten. Het kasteel zelf, dat voor veel TV- en bioscoopfilms als decor heeft gediend, is niet voor bezichtiging opengesteld.

## Afbeeldingen

### Petzow

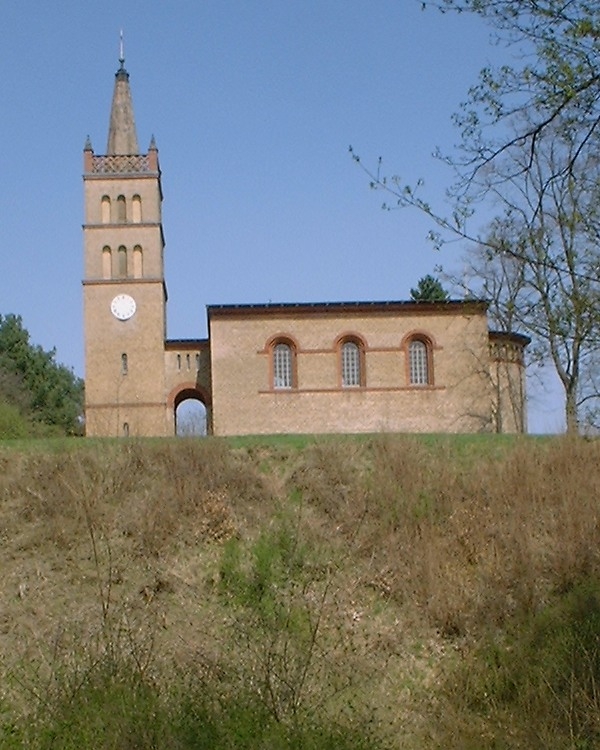
Kerk (1842; in 1994 verbouwd tot cultureel centrum)
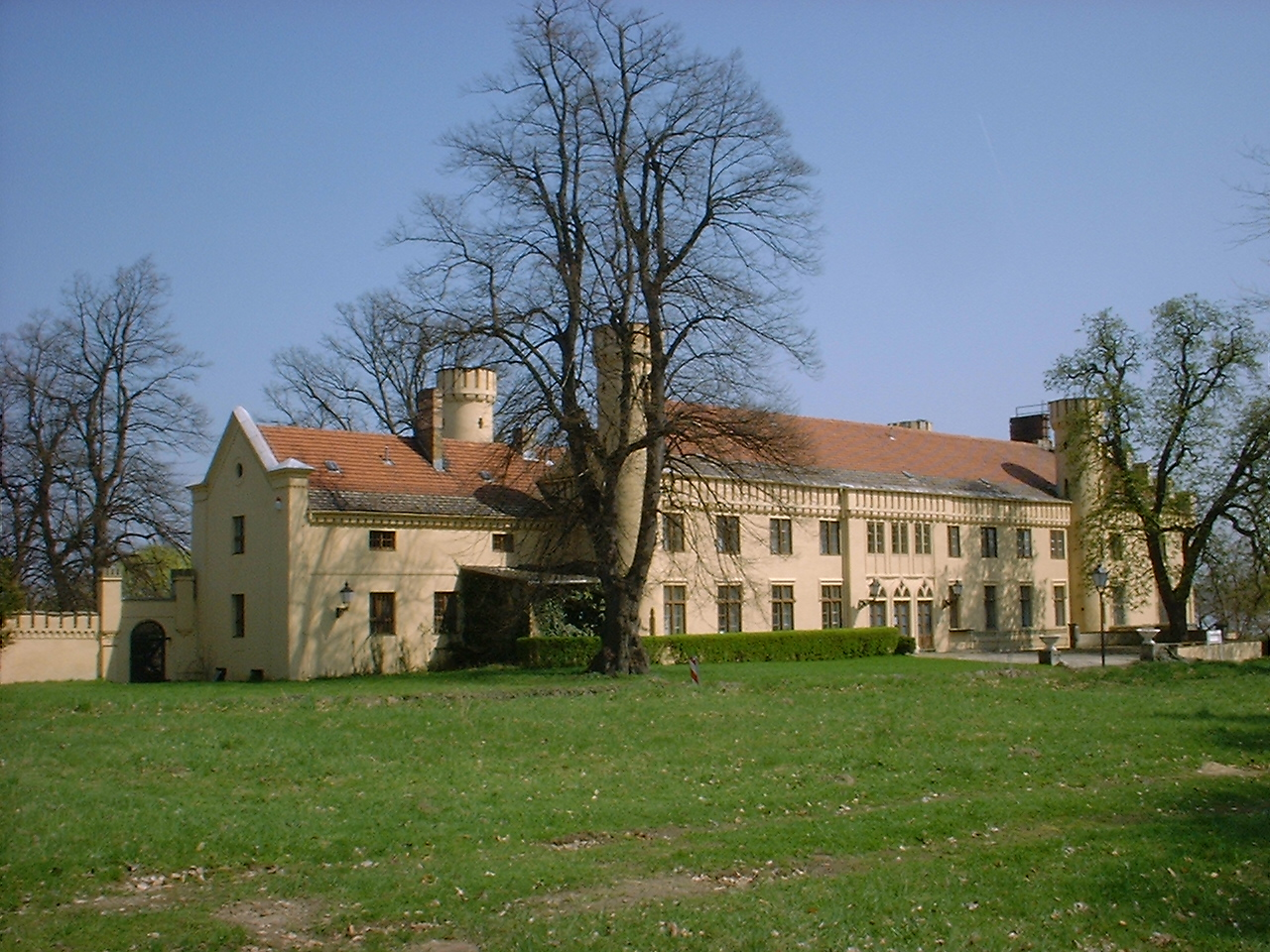
Kasteel (Landgoed Petzow; gebouwd in de eerste helft van de 19e eeuw)
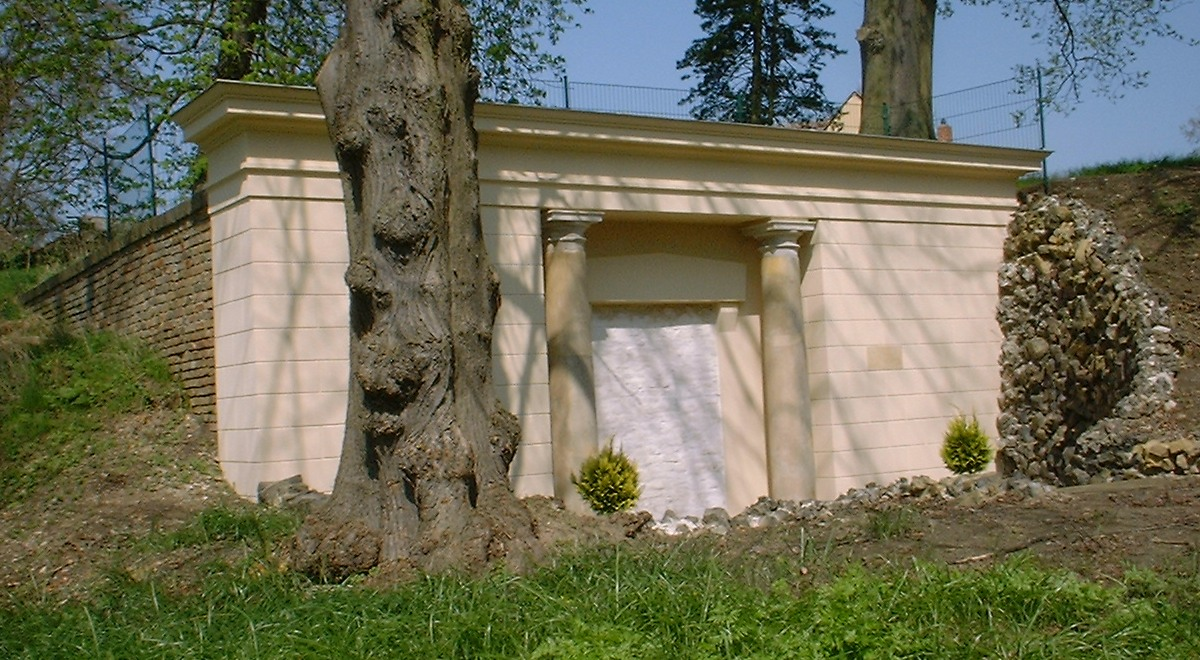
Grafmonument Von Kaehne
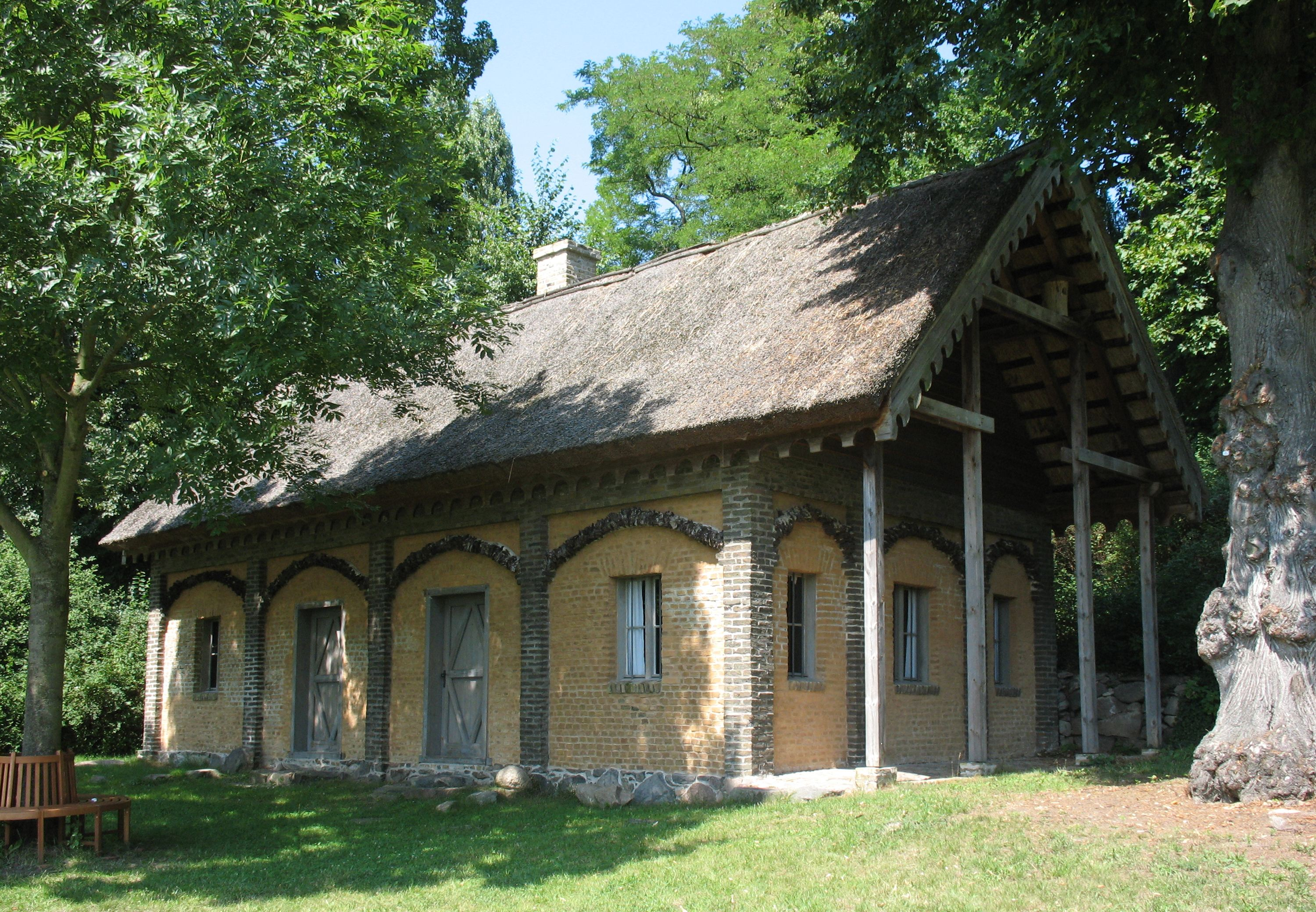
Washuis, behorend bij het landgoed, 1819
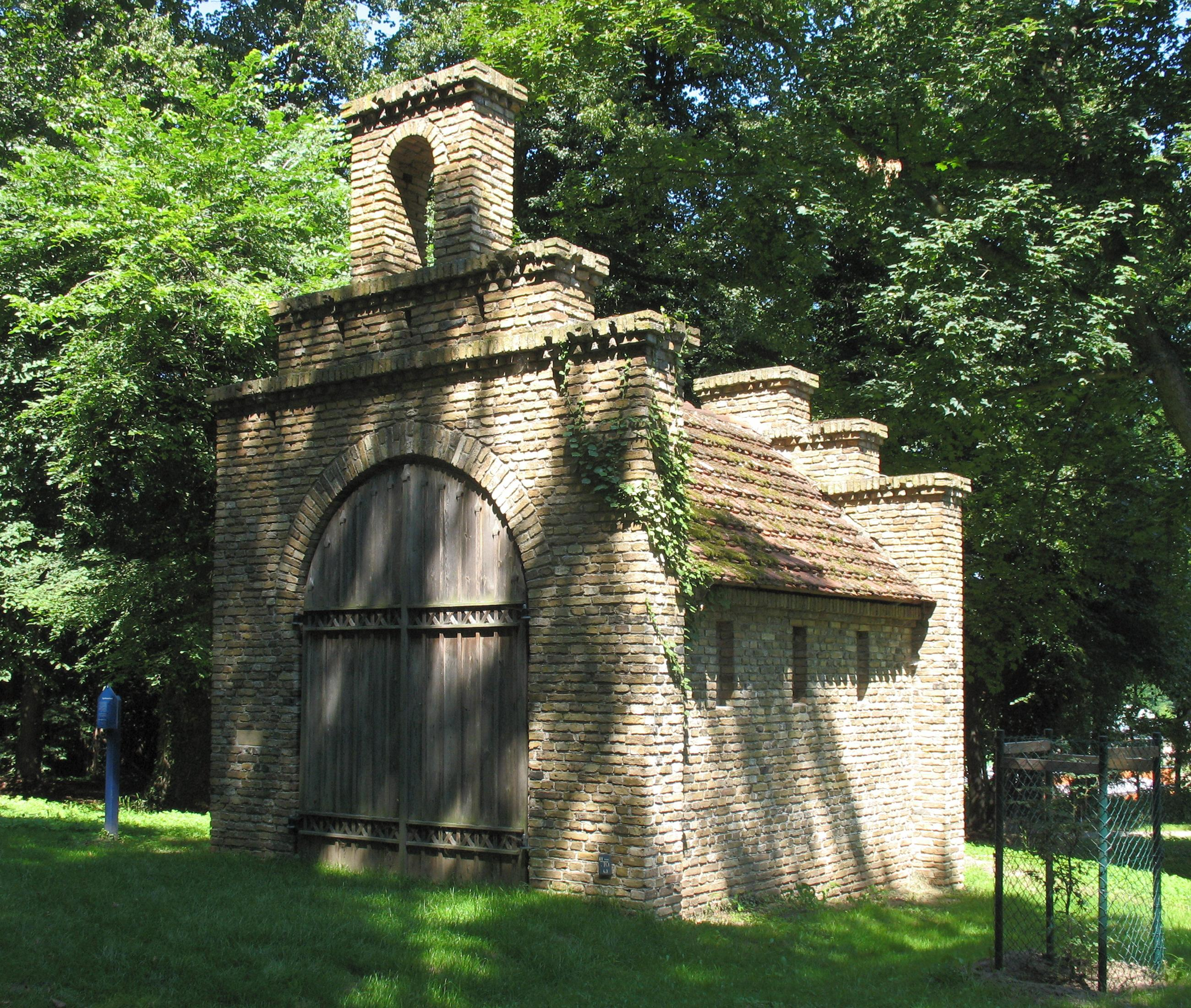
Slangenhuis van de brandweer
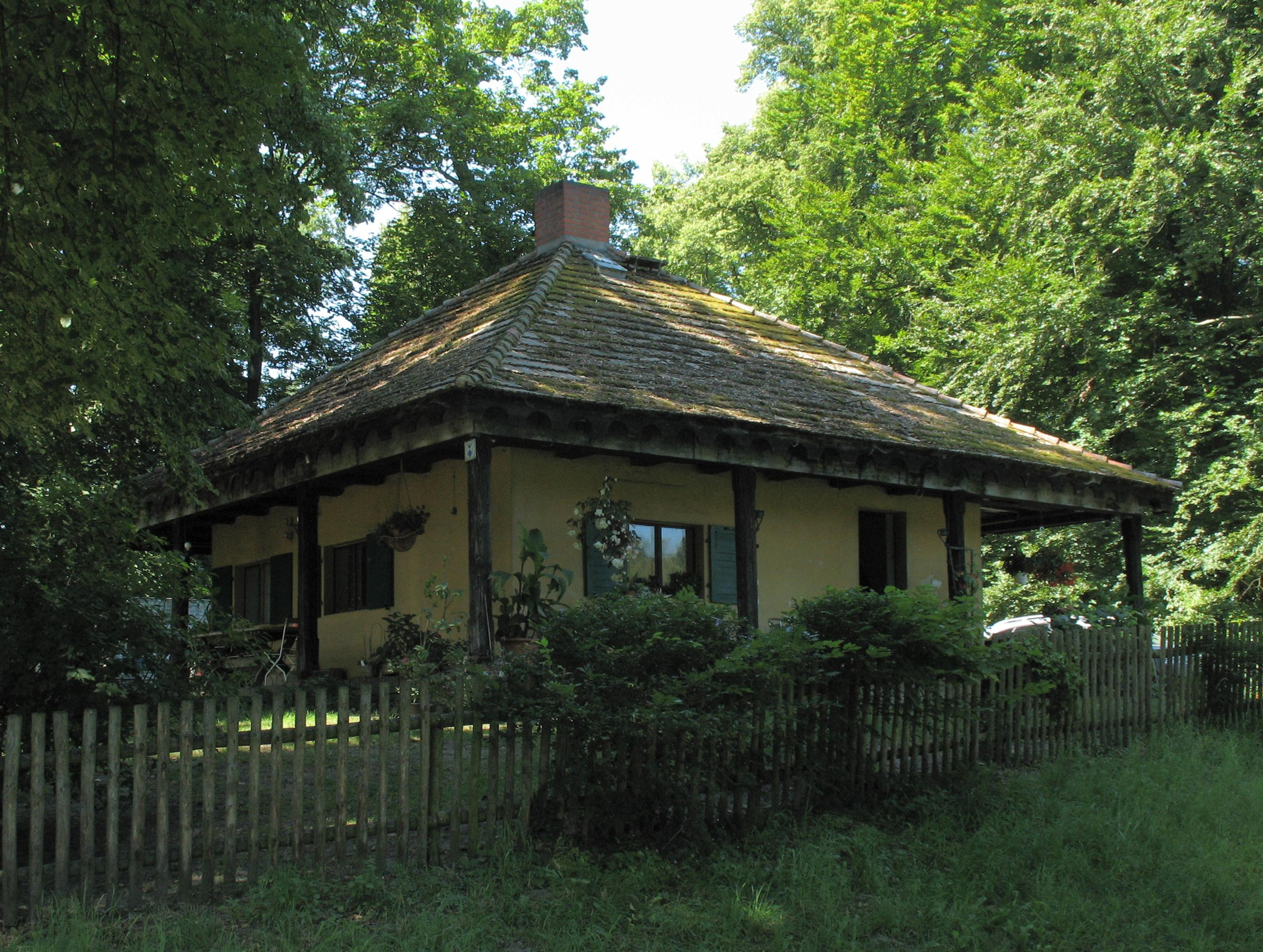
Vissershuis behorend bij het landgoed, 1818
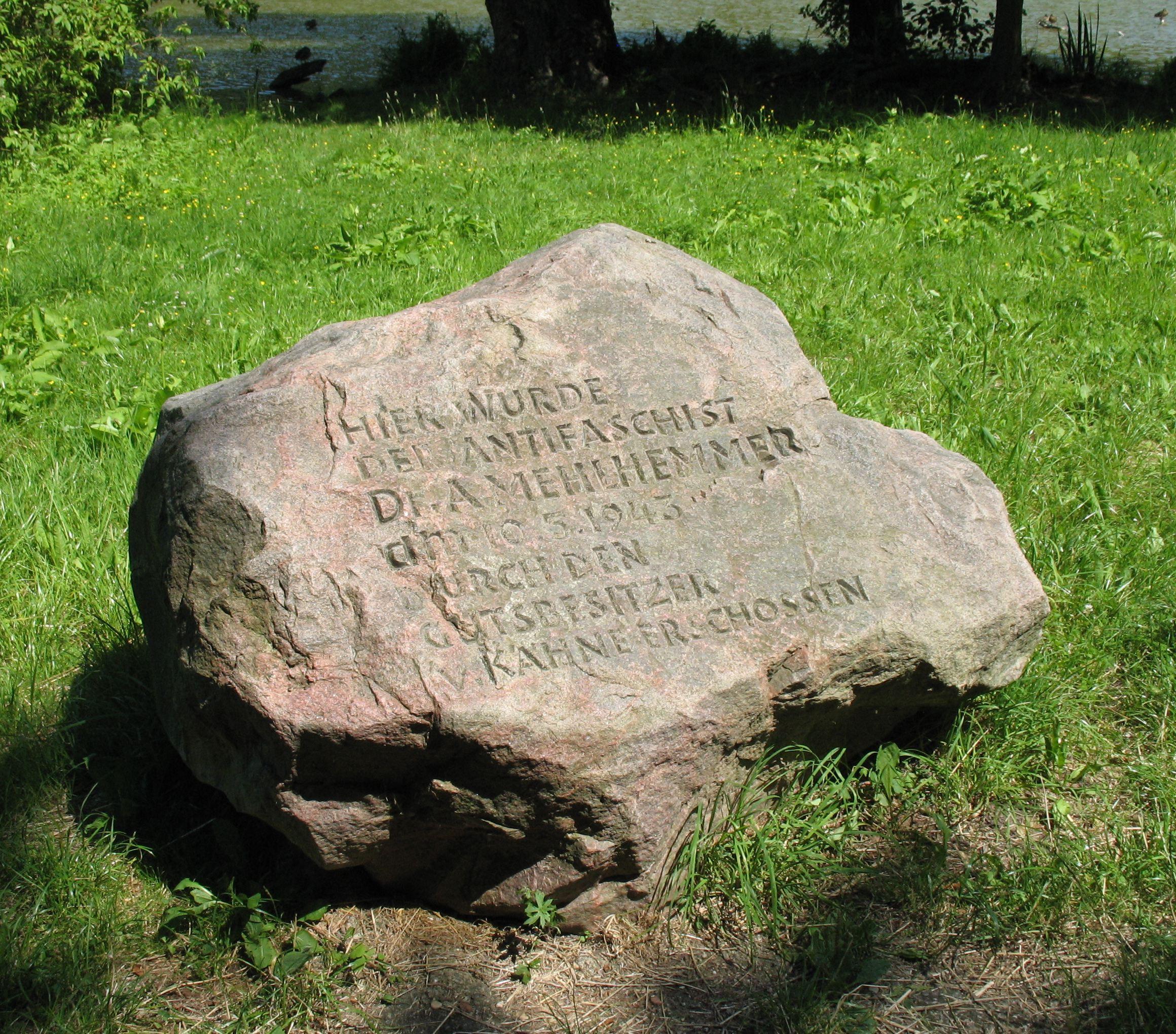
Mehlhemmer Steen
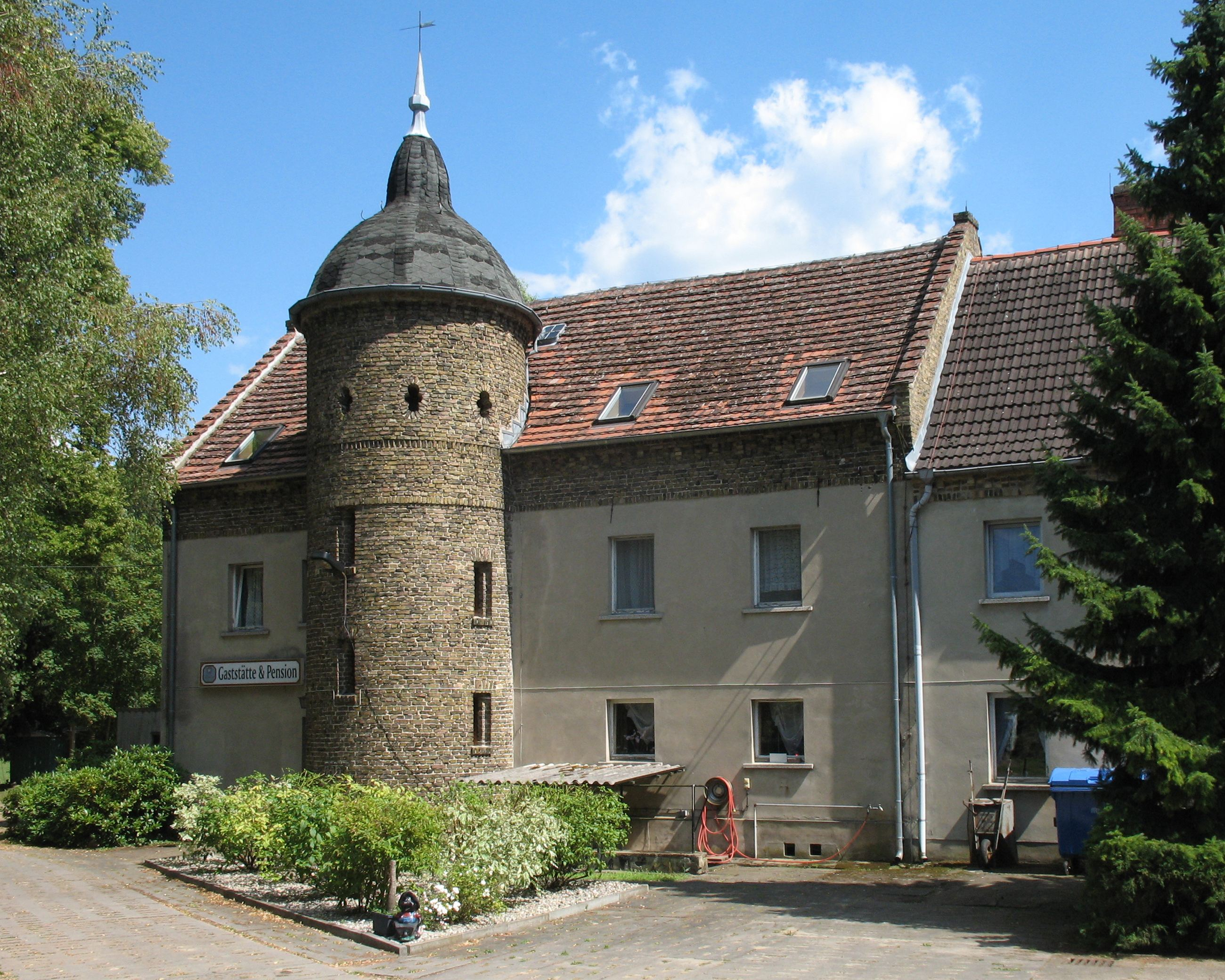
Löcknitz

### Overige

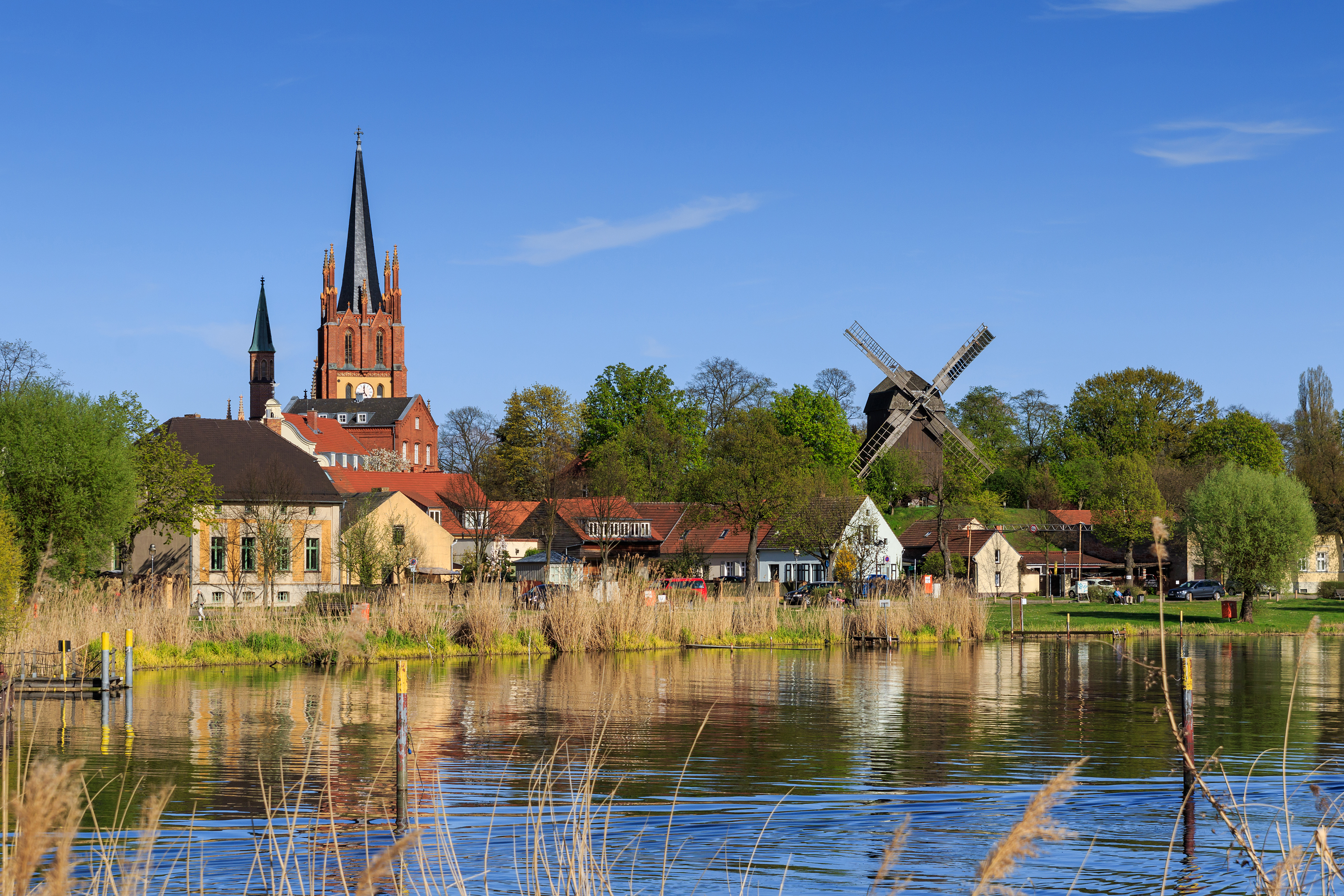
Centrum  Werder (Haveleiland) met H.-Geestkerk en standerdmolen
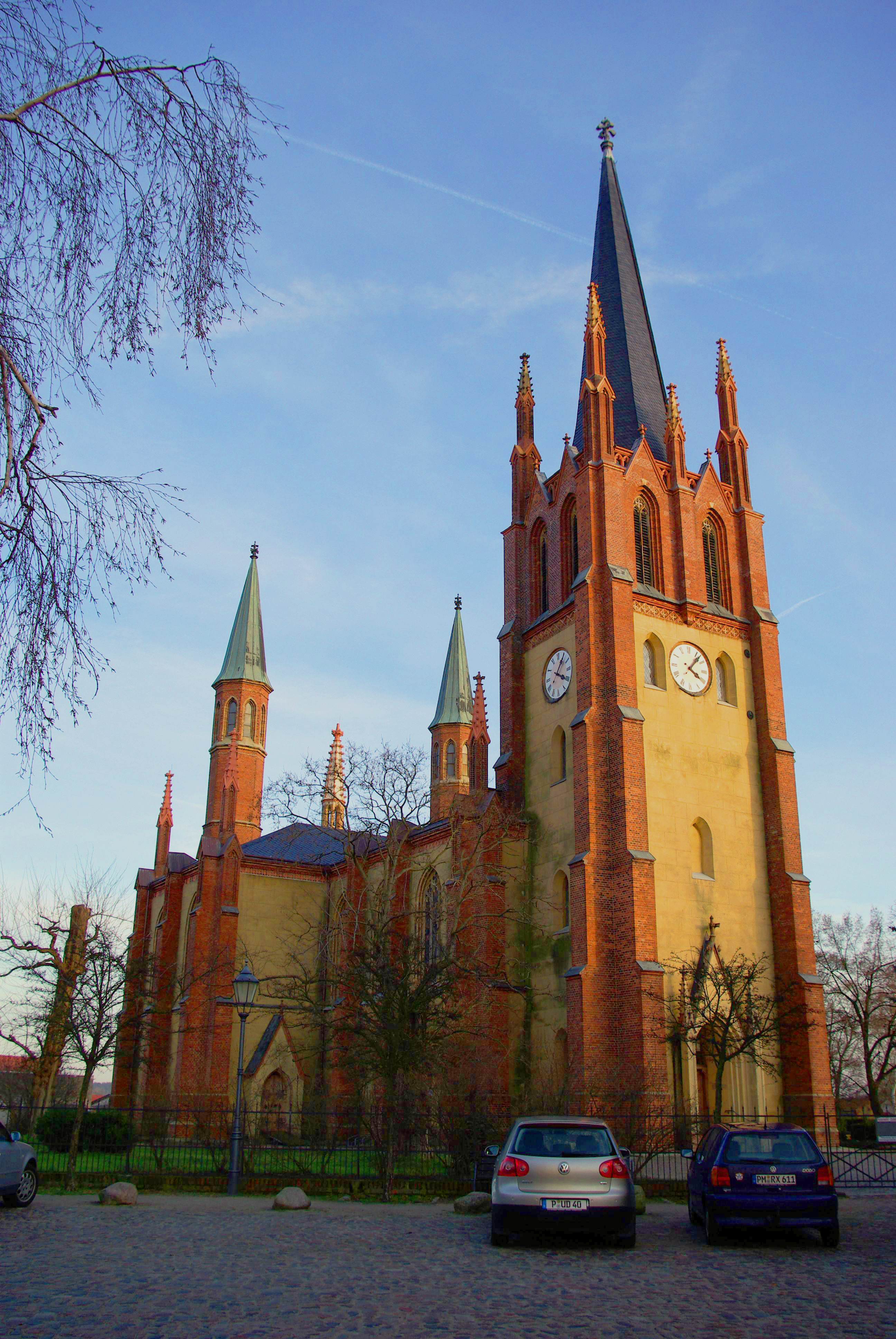
Heilige-Geestkerk, bouwjaar 1858
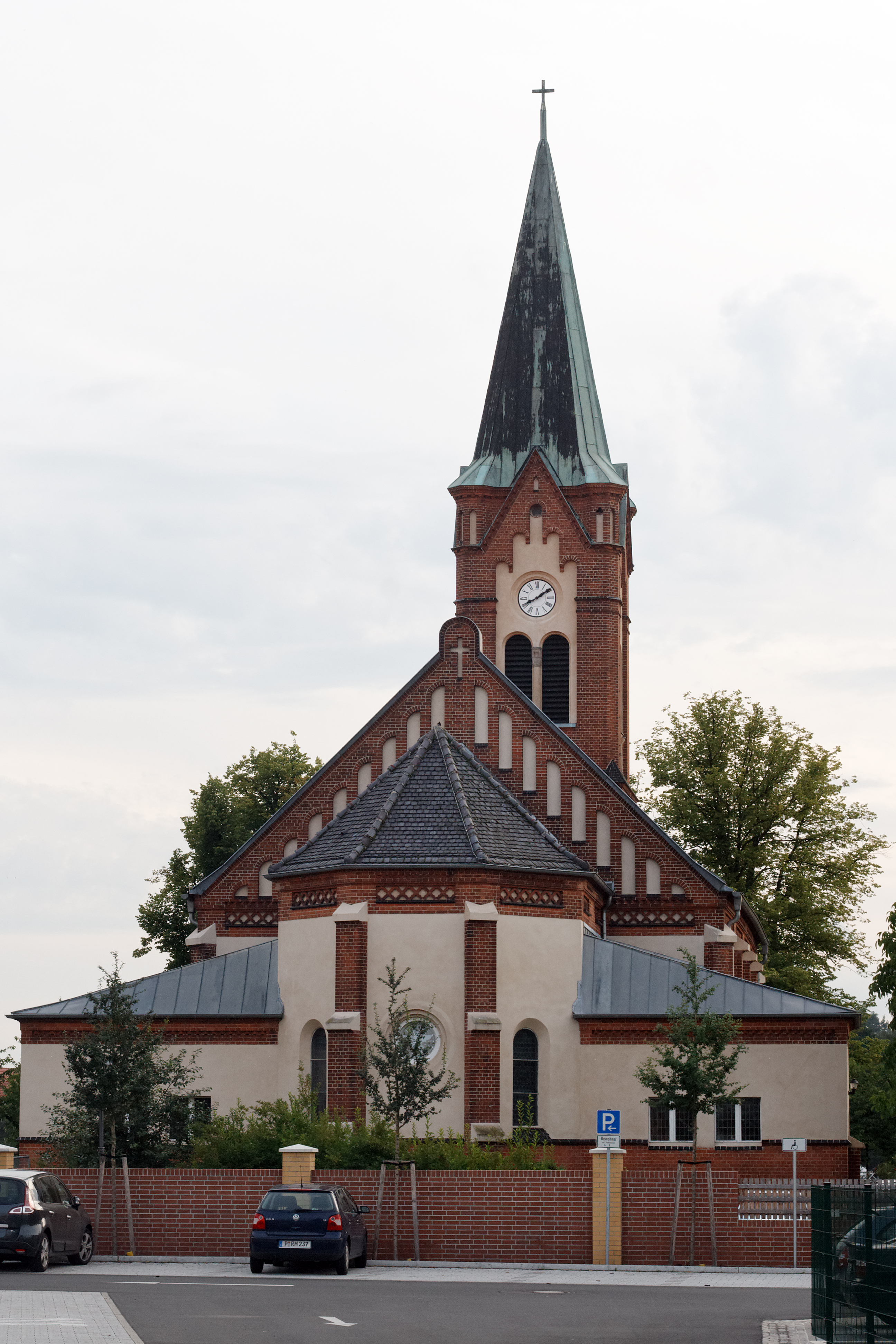
R.K. kerk O.L. Vrouwe Sterre der Zee (1906)
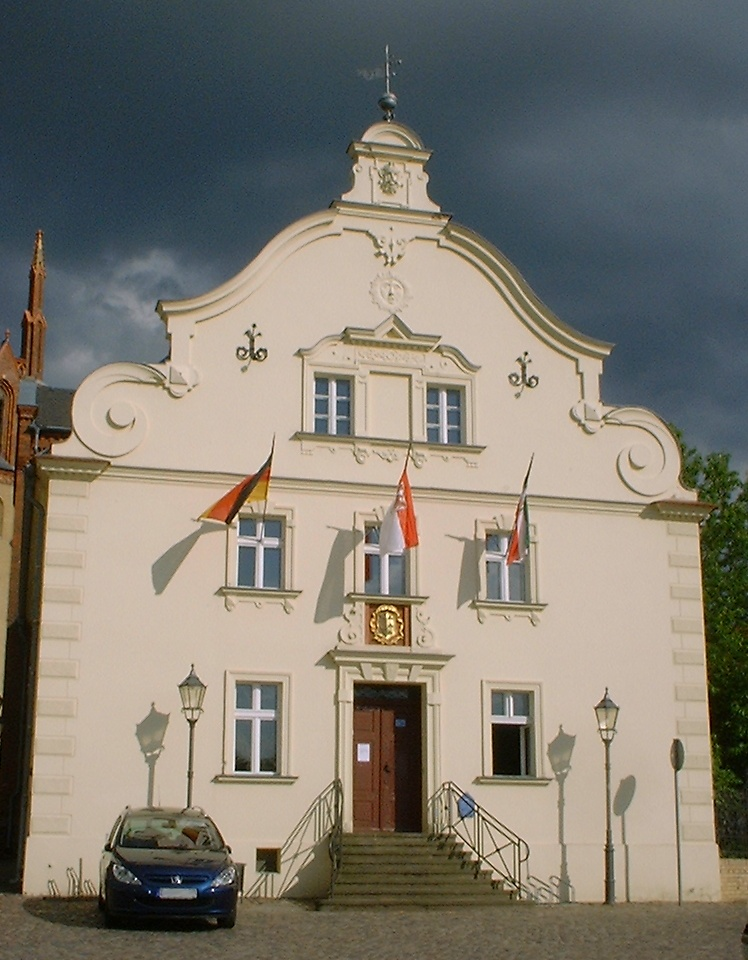
Oude stadhuis
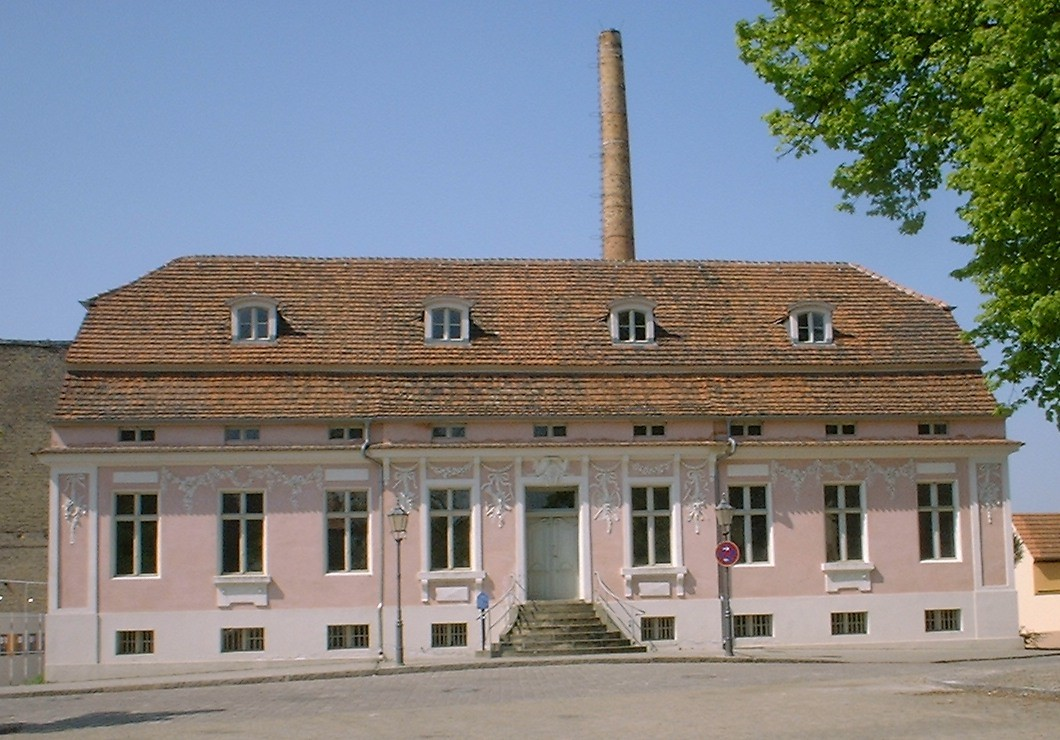
Het Lendelhaus
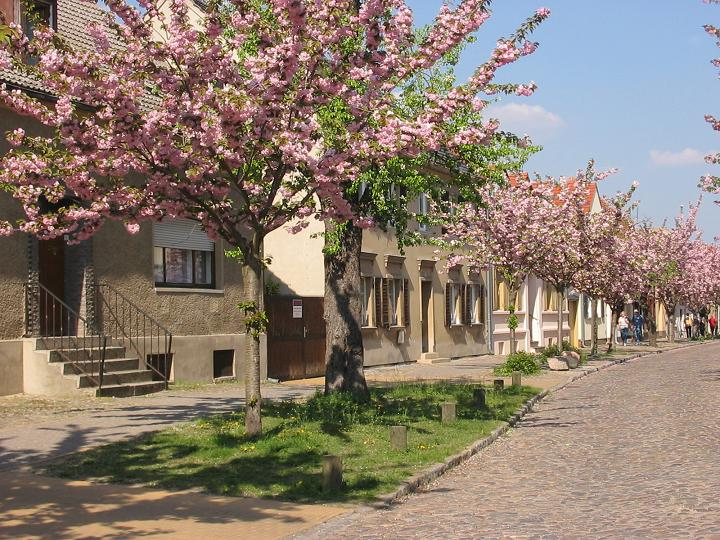
Centrum Werder (Havel): de Lindenstraße met bloeiende kersenbomen
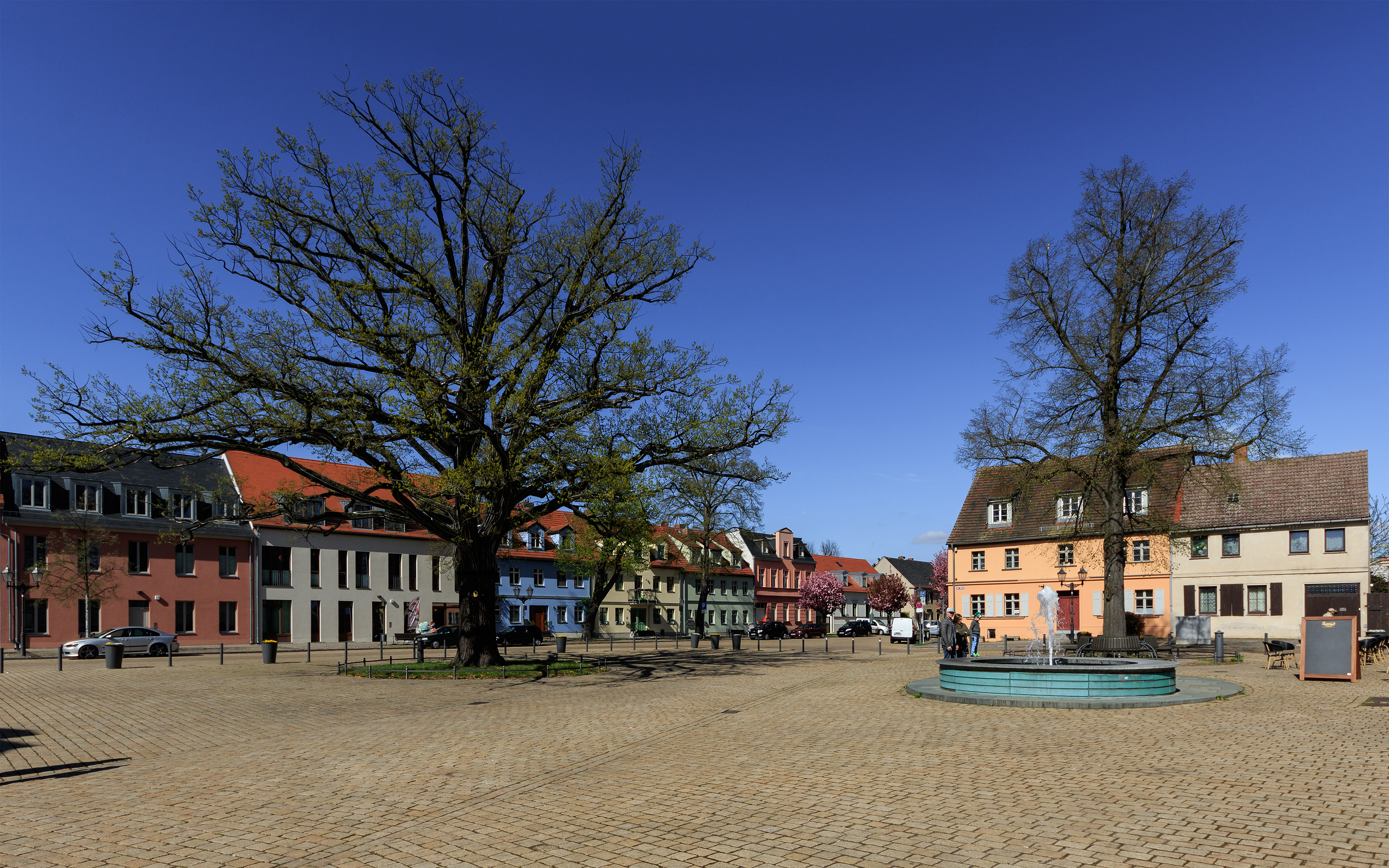
Gerestaureerde Alter Markt, Werder, 2016
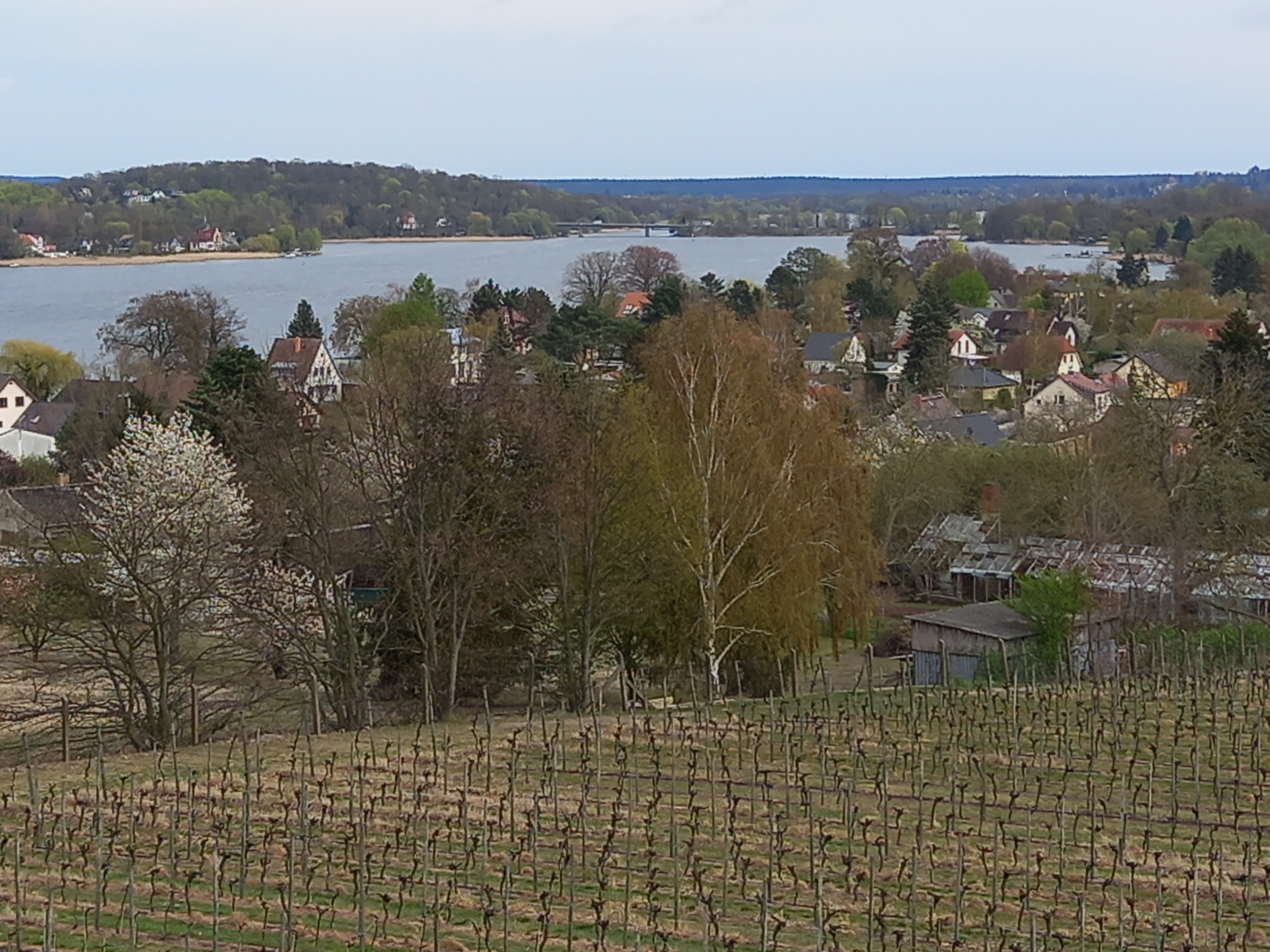
Wijngaarden op de Wachtelberg. Op de achtergrond de Havel.
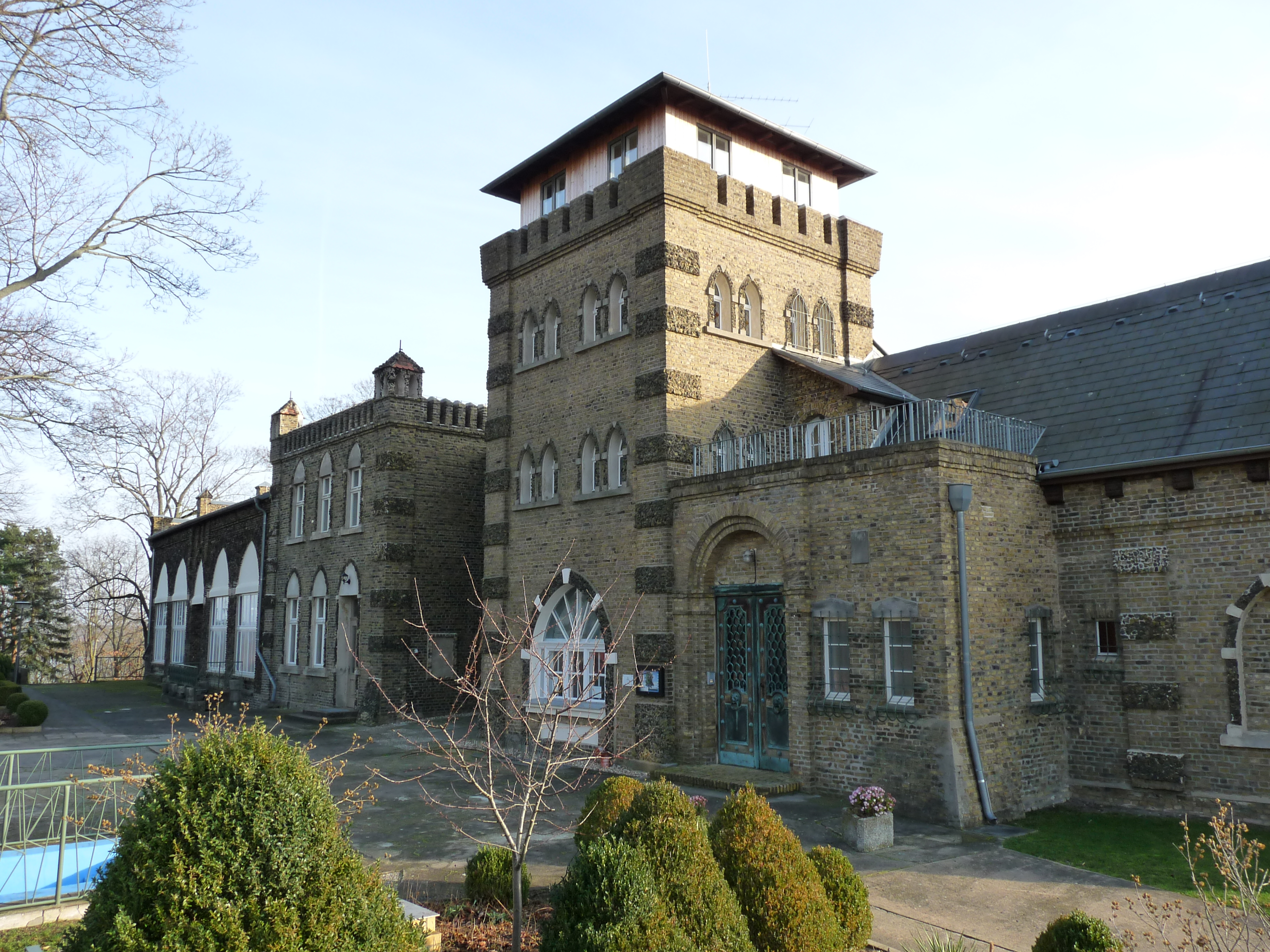
Voormalige uitspanning en horecagelegenheid Wachtelburg
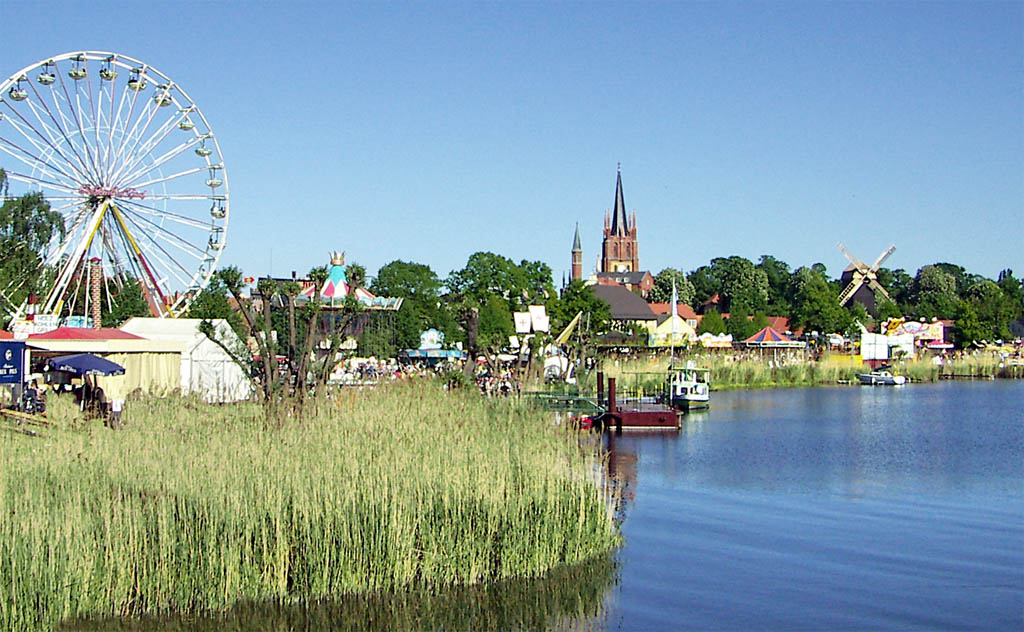
Bloesemfestival in Werder
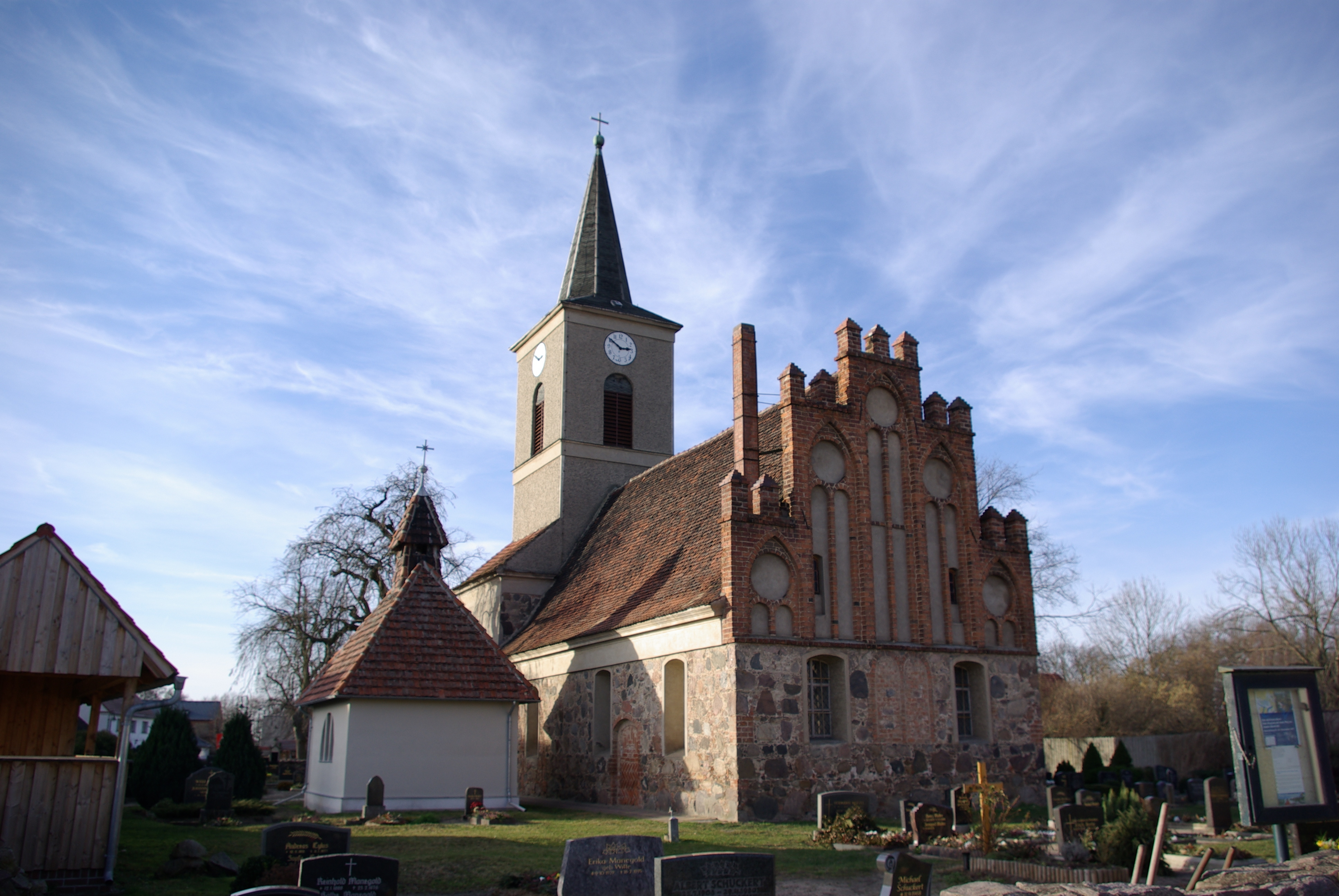
Dorpskerk te Derwitz (ca. 1500)
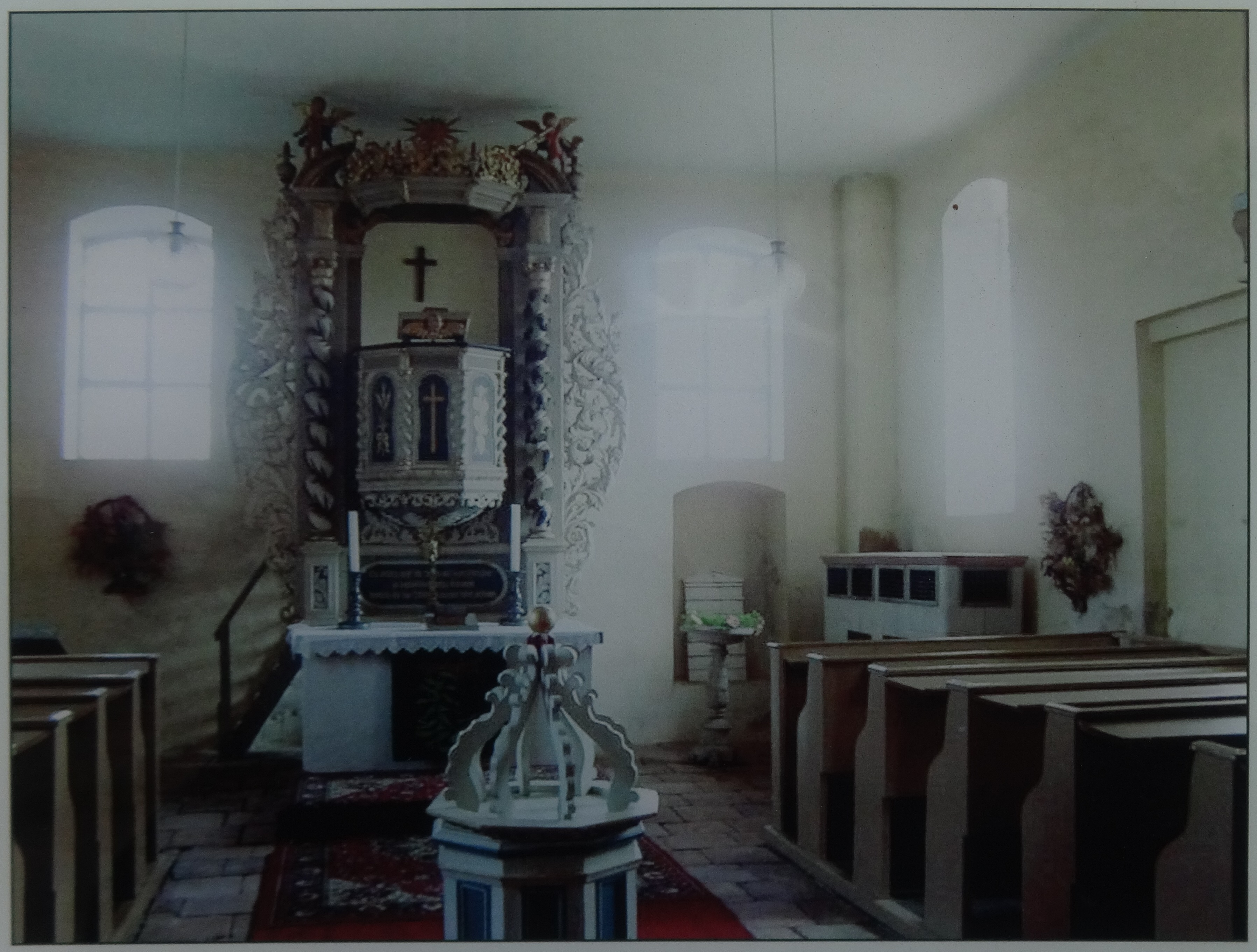
Het uit de 18e eeuw daterende interieur van dit kerkgebouw
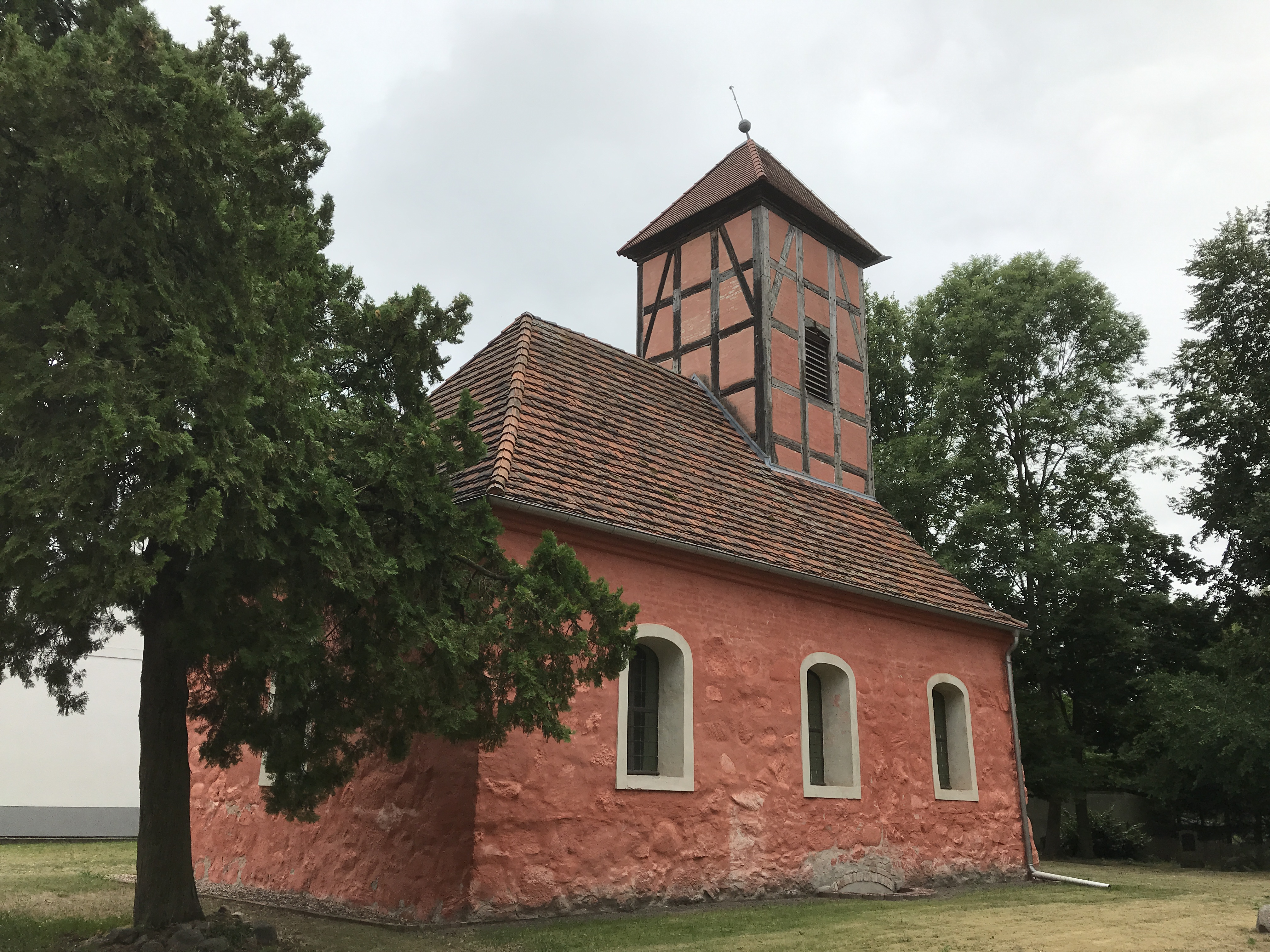
Dorpskerk Kemnitz (1755; fragmenten van een ouder kerkje zijn ingebouwd)
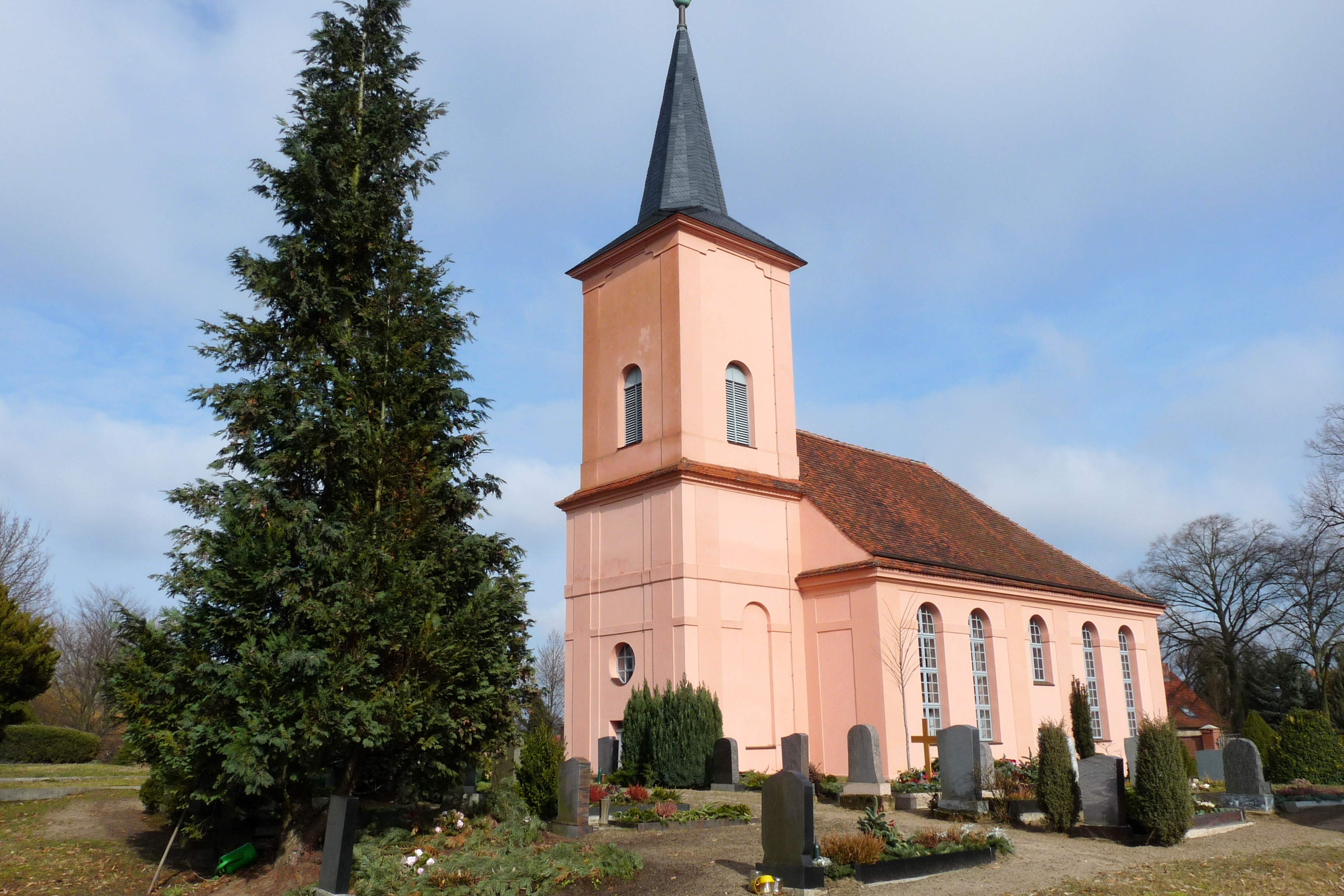
Dorpskerk te Phöben (1756)
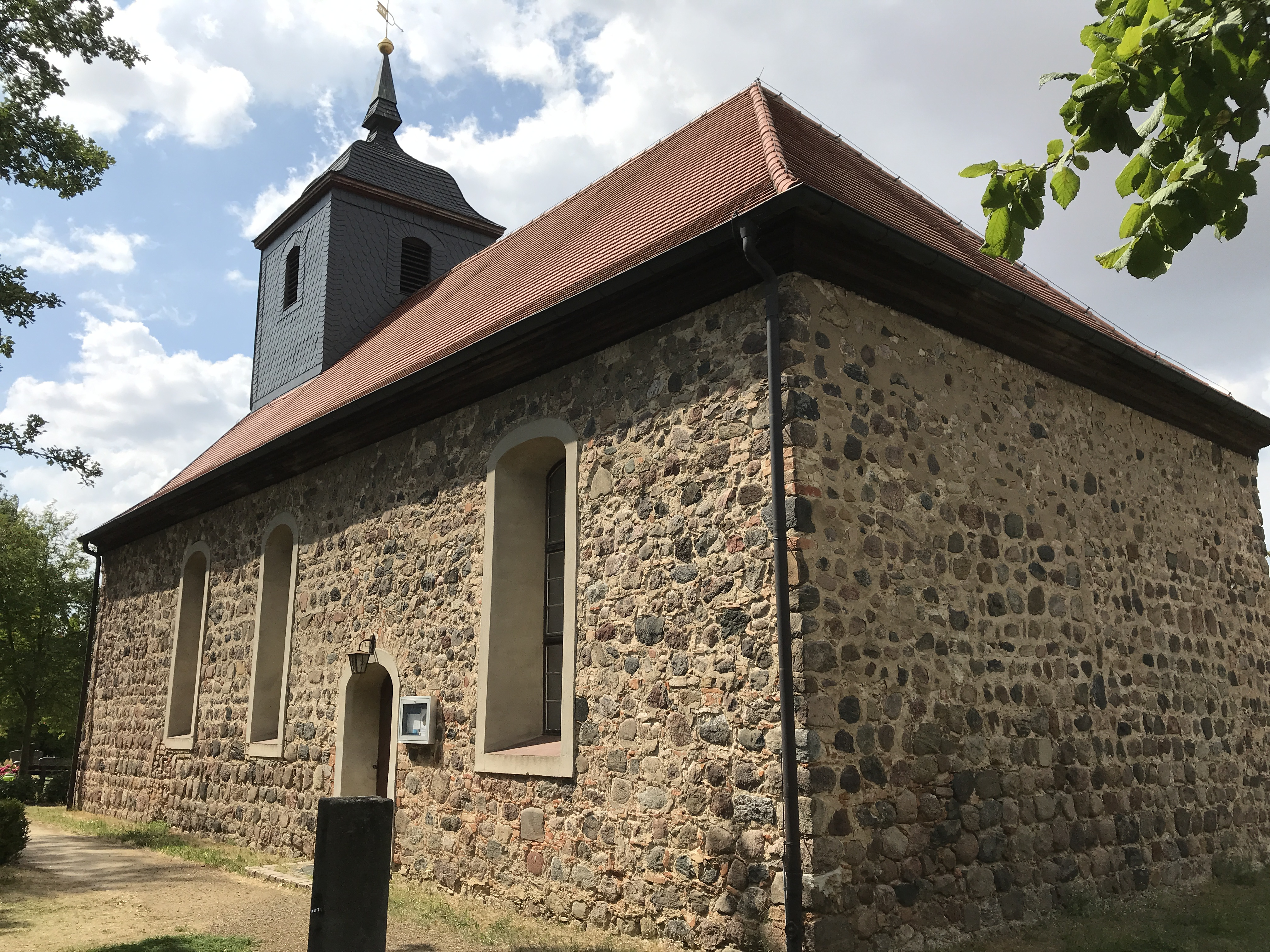
Kerkje te Plötzin (13e eeuw; in de 18e eeuw ingrijpend verbouwd)
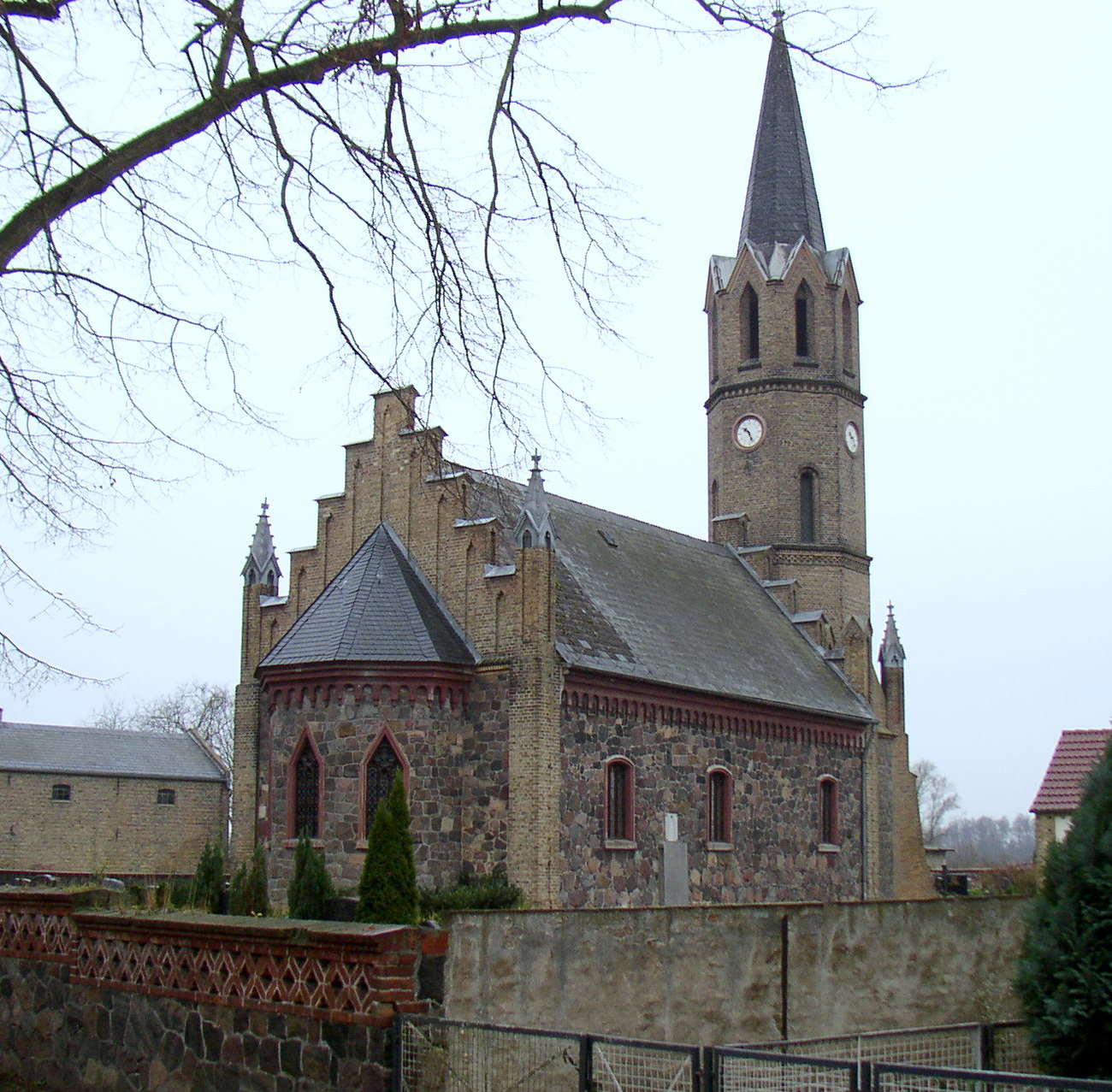
Kerk te Plessow (1870; Tudorstijl)
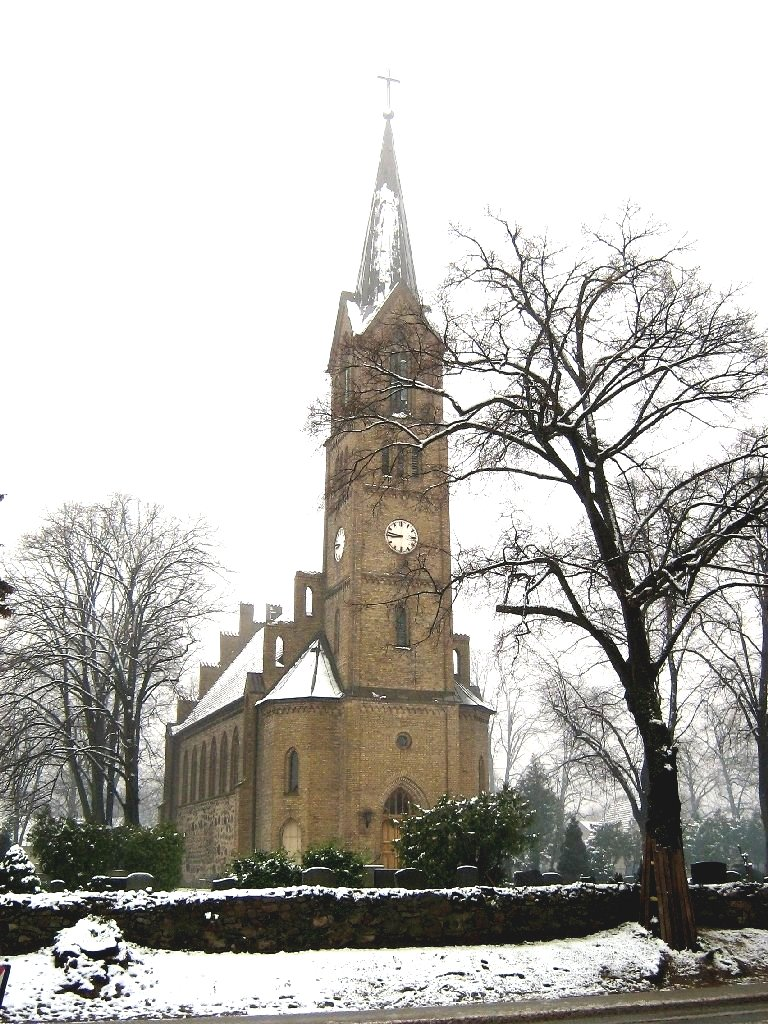
Dorpskerk te Glindow (1853)
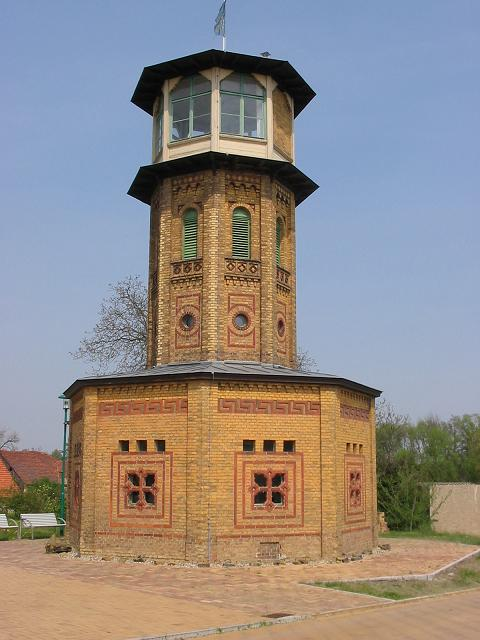
Toren steenbakkerijmuseum, Glindow
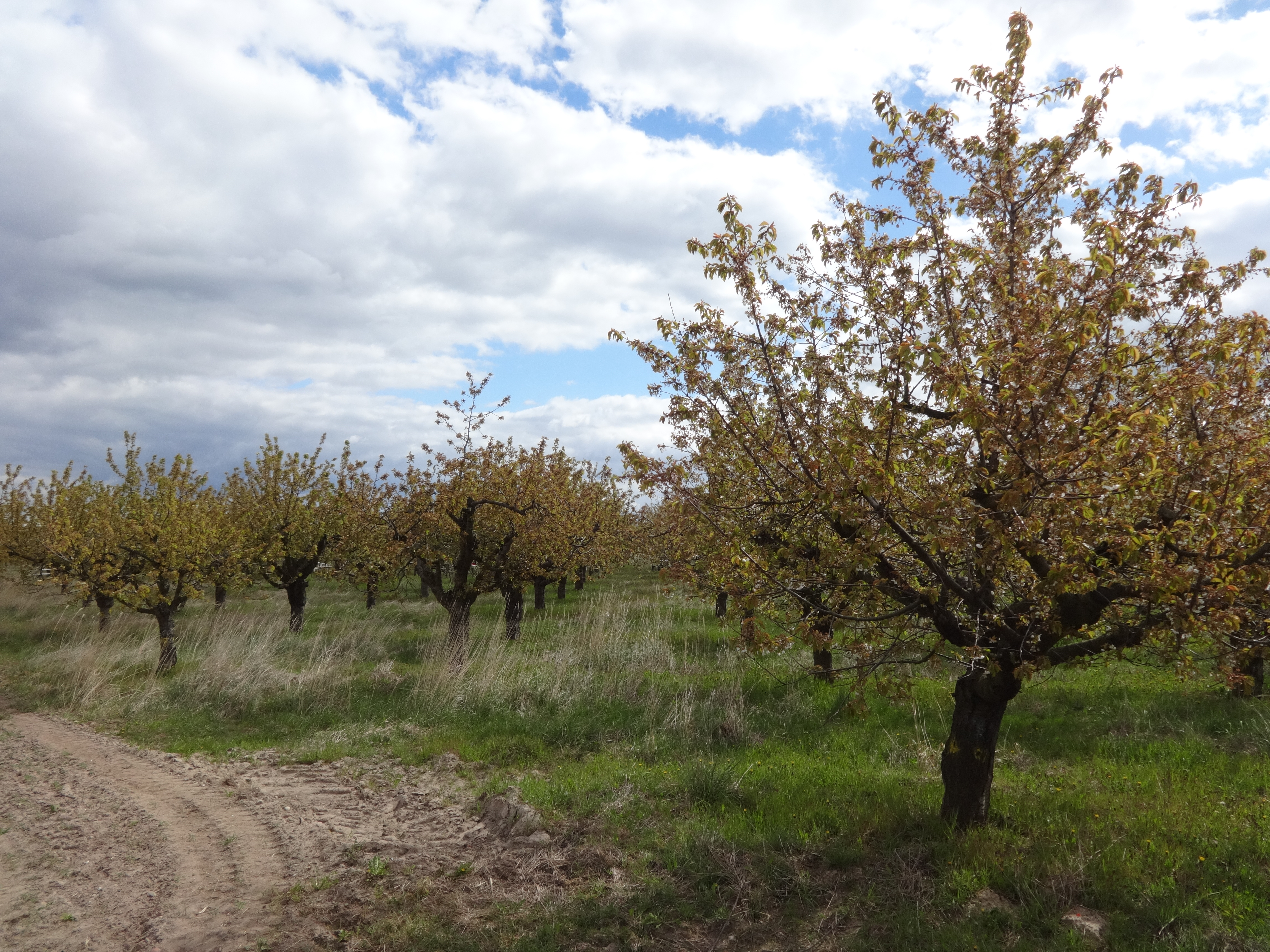
Fruitboomgaard aan de Panoramaweg Werderobst

## Partnergemeentes
De gemeente Werder (Havel) onderhoudt jumelages met:
- Oppenheim (Duitsland), sedert 29 april 1990
- Hjørring (Denemarken), sedert 26. april 1993
- Almdorf, Duitsland, sedert 20 mei 1995
- Tczew (Polen), sedert 30 januari 1998
- Birzai (Litouwen), sedert 5 maart 1999
- Muan (Koreaans: 무안군, een landstreek met anno 2019 ruim 82.000 inwoners in de provincie Jeollanam-do, Zuid-Korea), sedert 27 juni 2001

## Demografie
- Ontwikkeling van de bevolking sinds 1875 binnen de huidige grenzen (blauwe lijn: Bevolking; stippellijn: Vergelijking van de ontwikkeling van de bevolking van de deelstaat Brandenburg, Grijze achtergrond: tijdens de nazi-regering, Rode achtergrond: tijdens de communistische regering)
- Recente ontwikkeling van de bevolking (blauwe lijn) en prognoses

| Jaar | Inwoners |
| ---- | -------- |
| 1875 | 9 271    |
| 1890 | 11 415   |
| 1910 | 12 925   |
| 1925 | 14 342   |
| 1939 | 19 699   |
| 1950 | 20 469   |
| 1964 | 18 250   |

| Jaar | Inwoners |
| ---- | -------- |
| 1971 | 18 017   |
| 1981 | 18 069   |
| 1985 | 18 159   |
| 1990 | 17 838   |
| 1995 | 19 404   |
| 2000 | 22 218   |
| 2005 | 22 874   |

| Jaar | Inwoners |
| ---- | -------- |
| 2010 | 23 017   |
| 2015 | 24 856   |
| 2016 | 25 345   |
| 2017 | 25 695   |
| 2018 | 26 184   |
| 2019 | 26 412   |
| 2020 | 26 662   |

Gegevensbronnen worden beschreven in de Wikimedia Commons..